# Cetatea Turnu
Cetatea medievală Turnu (Nicopolis minor, Kule, Holavnic) este una dintre principalele cetăți medievale românești de pe linia Dunării. Se află în partea de sud a municipiului Turnu Măgurele la o distanță de 3 km de oraș și la 1 km de confluența râului Sâi cu Dunărea. Cetatea este atestată documentar din timpul domniei lui Mircea cel Bătrân (1394) și a făcut parte din structura de cetăți ridicate de acesta pe linia Dunării pentru apărarea Țării Românești de amenințarea turcă. La sfârșitul domniei lui Mircea cel Bătrân, în împrejurări încă neclare, intră sub ocupație otomană. Revine definitiv în posesia Țării Românești abia în anul 1829, când este arsă și dărâmată. Pentru scurte perioade de timp - în vremea domniilor lui Vlad Țepeș și Mihai Viteazul - cetatea este recucerită și alipită Valahiei.
Cetatea este alcătuită dintr-un turn circular central de piatră (de la care cetatea își ia numele) cu un diametru de 17,4 m și care era acoperit cu șindrilă, iar mai apoi cu olane. Potrivit surselor istorice acesta avea rol de depozit și adăpostea muniția precum și diverse produse agricole. În jurul turnului central a fost construit un zid împrejmuitor cu o circumferință de 156 m și grosime de circa 1,5 m. În exteriorul acestuia a fost săpat un șant de apărare străjuit de o contraescarpă. Zidul și contraescarpa se unesc în partea de sud. Pe zidul de incintă au fost construite câteva bastioane ce ulterior au fost acoperite de reconstruirea zidului.
Întregul ansamblu a fost clădit într-o zonă mlăștinoasă în care pânza freatică este foarte aproape de cota terenului - ceea ce a făcut ca cetatea să se degradeze continuu și a îngreunat lucrările de consolidare și întreținere, iar mai apoi, pe cele de cercetare arheologică desfășurate în secolele XX-XXI.
Cetatea a reprezentat un însemnat punct vamal pe unde erau comercializate diferite materii prime, produse agricole și meșteșugărești. În Evul Mediu Turnu se afla pe traseul a două drumuri comerciale importante care veneau dinspre cetățile transilvane (Sibiu, Brașov, etc.), care treceau prin trecătorile Carpaților și urmau calea Dunării, spre cetatea Nicopole.
Fortăreața face parte din lista monumentelor istorice din județul Teleorman. Începând cu octombrie 2018 se află într-un proces de restaurare și consolidare.

## Istoric

### Prima atestare documentară (1394 - 1395) și bătălia de la Nicopole (1396)

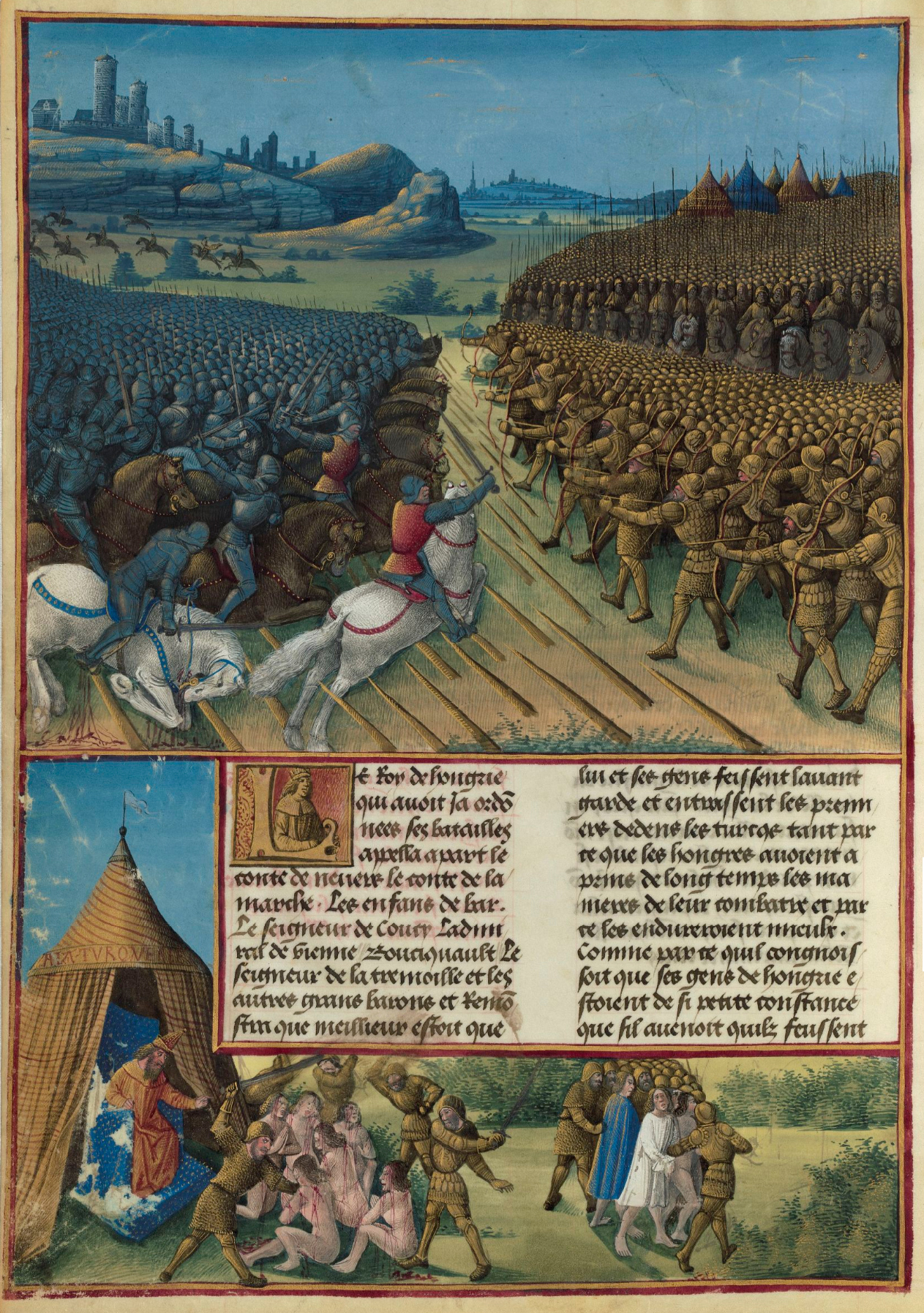
Bătălia de la Nicopole - 25 septembrie 1396. În planul îndepărtat se observă forma unui turn - probabil cel de pe malul stâng al Dunării

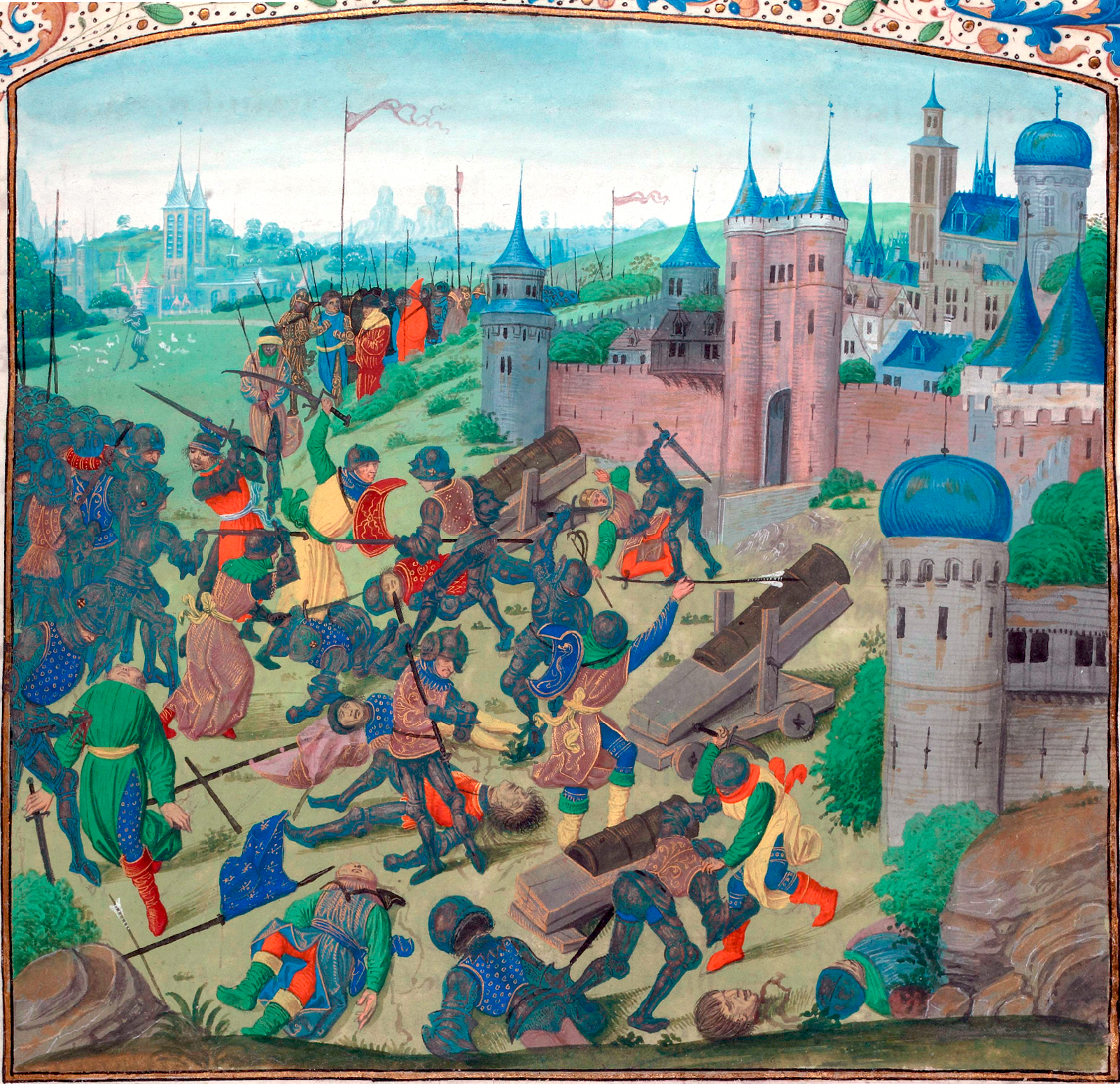
Asediul cetății Nicopole - Jean Froissart, Chroniques Flandre

În urma marii ofensive otomane din toamna lui 1394 și primăvara anului 1395, atunci când a avut loc și bătălia de la Rovine (17 mai 1395), Mircea cel Bătrân este înlăturat de pe tronul Țării Româneaști și înlocuit, prin intervenție turcească, de Vlad I Uzurpatorul (1394-1396). Ca urmare, în iulie 1395, o expediție maghiară condusă de însuși regele maghiar Sigismund de Luxemburg, secondat de Mircea cel Bătrân și care are drept scop înlăturarea lui Vlad și repunerea pe tron a lui Mircea, nu reușește decât să cucerească cetatea Turnu. În cetate este lăsată o garnizoană fidelă regelui, fapt ce l-a deranjat pe aliatul său valah. În acest context apare și prima atestare documentară a cetății, cea din 1397, într-o diplomă a lui Sigismund de Luxemburg, unde sunt amintite luptele purtate aici între 1394-1395:
"După intrarea noastră în (Țara Românească) puserăm pe fugă pe români și pe turci cu capeteniile lor și luarăm cu multă vărsare de sânge fortăreața Nicopolis cel mic, situată în Țara Românească."
Pe tot parcursul anului următor, 1396, luptele pentru înlăturarea lui Vlad, sprijinit de turci, continuă, fiind întrerupte doar de participarea regelui împreună cu vasalii săi, printre care și Mircea cel Bătrân, la cruciada de la Nicopole. În timpul acestei expediții teritoriul Țării Românești a fost ocolit, având în vedere importanta forță militară valahă și otomană staționată, alegându-se calea Dunării.
În 1396, Stibor de Stiboricz, voievodul Ardealului, împreună cu Mircea trec în Țara Românească, înving pe Vlad Uzurpatorul, recuceresc Turnu și trec Dunărea la Nicopole ca să ia parte la cruciadă. Este probabil ca cetatea să fi avut un rol semnificativ și în timpul bătaliei de la Nicopole din 25 septembrie 1396, când o armată  franco – valaho – maghiară avându-l conducător pe Sigismund de Luxemburg este înfrântă de oastea otomană condusă de sultanul Baizaid I. Mircea cel Bătrân, vasal al regelui maghiar, participă personal, împreună cu un corp de oaste, la pregătirile pentru bătălie. Oastea valahă, formată din cavalerie ușoară, nu este invitată să ia parte la șarja cavaleriei grele și se retrage fără a intra în luptă.
Într-un alt document pentru Johann von Maroth (ban al Bosniei) din anul 1404, tot Sigismund spune cum Baiazid a năvălit în Valahia, o pustiit-o, a luat cu forța de la voievodul Mircea frotăreața de la Nicopolis cel mic și a lăsat acolo trupele sale ca garnizoană.
Alte documente din timpul lui Sigismund, redactate între 1406 - 1408, mentionează luptele pentru Nicopolis cel mic din anii 1394-1395.

### Transformarea în raia turcească (1417)
Cetatea Turnu a jucat un rol de seamă în sistemul defensiv al Țării Românești, mai ales în vremea domniei lui Mircea cel Bătrân, când domnitorul ridica pavăza în fața amenințării otomane din sudul Dunării. Această cetate făcea parte, alături de cele de la Giurgiu, Turtucaia și Brăila, dintr-un lanț de fortificații de-a lungul Dunării cu rolul de a opri o eventuală invazie otomană. În 1417, spre sfârșitul domniei lui Mircea cel Bătrân, și sub împrejurări încă neclare, cetatea Turnu intră sub stăpânire otomană, fiind transformată în raia turcească din sangeacul Nicopolelui, supus pașei de la Silistra, împreună cu tot teritoriul aflat pe o rază de 15 km în jurul turnului. Data efectivă a trecerii sub control otoman este încă necunoscută. În urma campaniei din 1419-1420 a sultanului Mehmed I împotriva domnului valah Mihail I aflăm că cetatea se afla deja sub stăpânire otomană. 
Raiaua a fost o unitate administrativă, teritoriu ocupat și condus de autoritățile militare turcești din cadrul principatelor medievale ale Țării Românești și Moldovei. Spre deosebire de Principate, care și-au păstrat autonomia internă sub suzeranitate otomană, raialele erau totalmente sub controlul otoman și, deși aveau o populație în principal creștină, erau conduse după legea otomană. Termenul provine de la rayah, un nume generic dat membrilor clasei de jos, plătitoare de biruri din societatea otomană. O raia consta dintr-o cetate importantă și hinterlandul adiacent, care, în general, forma o kaza (diviziune administrativă) în sistemul administrativ otoman. Raiaua Turnu se constituie după 1417 și cuprindea cetatea Turnu și satele Flămânda, Măgurele, Odăile, Ciuperceni, Craba și Gârla.
În interiorul raialelor, turcii aveau stabilite garnizoane prin intermediul cărora se puteau supraveghea în permanență cele două țări românești, se culegeau informații exacte despre starea lucrurilor și se putea acționa în caz de nevoie. Forțele armate cantonate aici erau special pregătite să intervină la cel mai mic semn de nesupunere. În plus aveau avantajul de a fi susținute direct de flota fluvială turcească. Fiecărei raiale i-au fost adăugate teritorii mai mult sau mai puțin întinse, cuprinzând mai multe sate, care aveau sarcina de a întreține garnizoanele. Deoarece erau amplasate în zone comerciale foarte bune, raialele intermediau comerțul (aproape monopolizat de otomani) dintre țările române și Imperiul Otoman. Aici erau colectate vămile sau se depozitau mărfuri. Domnii români țineau în fiecare raia de pe teritoriul țării un agent diplomatic numit capuchehaie.
Raialele din Țara Românească nu par să fi fost transformate în feude militare; ele alcătuiau teritorii deținute de înalți slujbași de stat. Astfel știm că în secolul al XVII-lea Turnu se afla în posesia unui membru al familiei sultanului. Este de amintit faptul că unul dintre principalele drumuri comerciale ce traversau Valahia avea drept punct final așezarea de la Turnu. Dinu C. Giurescu afirma că: "până către mijlocul secolului al XVI -lea vadurile comerciale ale Dunării au rămas, cu toată prezența garnizoanelor otomane de la Turnu, sub controlul negustorilor Țării Românești, care au împiedicat pătrunderea în târgurile nord dunărene a concurenților lor din Imperiul Otoman."
Referințe la cetatea de la Turnu din timpul stăpânirii otomane găsim și la domnitorul Dan al II-lea (1427), care cu ajutor maghiar recucerește cetatea. Despre importanța strategică a vadului de la Turnu pentru negustorii brașoveni găsim informații în scrisoarea domnitorului Alexandru Aldea din anul 1432 (scrisă în slavonă), care le cere sprijinul pentru recăpătarea cetăților Dârstor și Pirgos (Πиргос <πύργος> - în grecește înseamnă turn) din mâinile turcilor, a căror armată se îndrepta spre Țara Românească.

### Perioada otomană (secolele XV-XIX)
Un ordin al kadiului de Nicopole și datat iulie 1566 menționează că cetatea Turnu făcea parte din kazaua de Nicopole, fiind sub autoritatea administrativă a acesteia. În recensămintele otomane din 1568 și 1612-1613 nu se face mențiunea unei kaza la Turnu, raiaua aflându-se în continuare sub autoritatea kazalei de la Nicopole.
Pe perioada stăpânirii otomane aici a staționat o garnizoană cu un efectiv redus: la începutul secolului al XVI-lea în cetate se aflau 41 de soldați (33 înarmați cu arbalete și 8 artileriști), iar în anul 1670 numărul de militari se redusese la 18. În timpul războiului ruso-turc dintre 1768-1774 precum și a războiului ruso-austro-turc (1787–1792) la Turnu au avut loc lupte în urma cărora cetatea a fost asediată. A rămas sub autoritatea otomană fiind reparată și reconsolidată.

### Bătălia de la Turnu (iunie 1462)

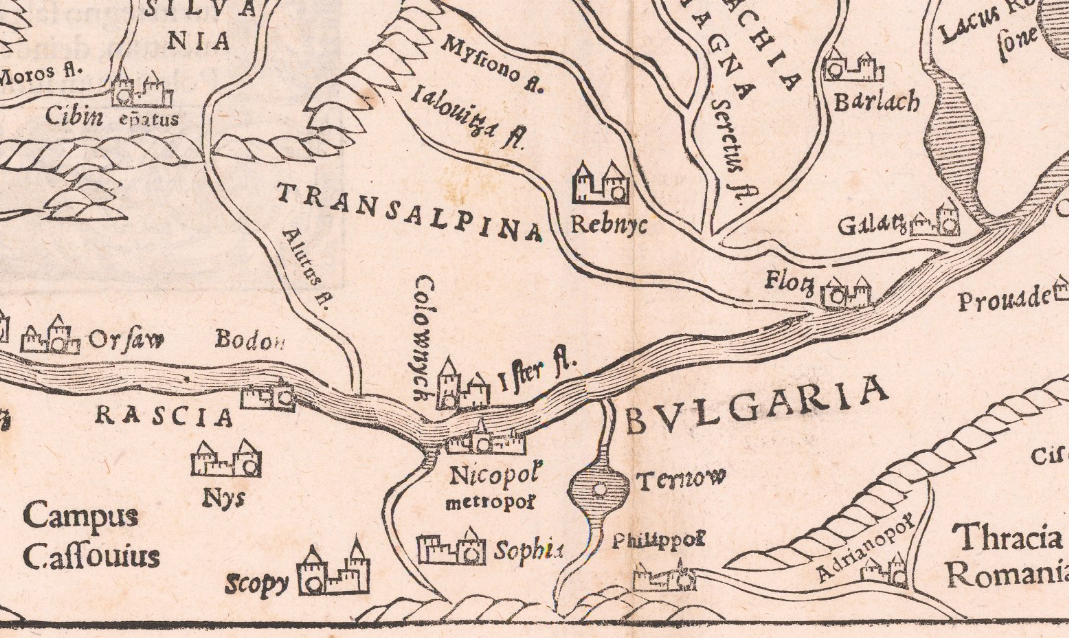
Sebastian Münster (1540) - Geographia - Polonia et Ungaria XV Nova Tabula - detaliu cu cetățile Turnu și Nicopole

În timpul domniei lui Vlad Țepeș și în contextul conflictului acestuia cu Imperiul Otoman, cetatea Turnu revine pentru o scurtă vreme sub stăpânire românească. Vlad Țepeș organizează o campanie surpriză la sud de Dunăre în iarna 1461-1462 când cetatea Nicopole este cucerită și peste 20.000 de turci au fost uciși sub armele valahilor. În urma raidurilor armatei valahe la sud de Dunăre, sultanul Mahomed al II-lea decide atacarea Valahiei și se îndreaptă în fruntea unei armate numeroase spre Târgoviște. Sultanul a pornit spre Țara Românească în aprilie 1462 cu o armată de 80.000-100.000 de ostași, potrivit lui de Thomasis. Cronicarul oficial al marelui vizir Mahmud Pașa, participant direct la evenimente, prezintă o oaste foarte bine organizată și dotată cu oșteni îmbrăcați în zale. Vlad își adună trupele la Dunăre încă din 15 mai, urmărind să împiedice oștile otomane să pătrundă în țară. Trupele otomane au încercat trecerea fluviului la începutul lui iunie 1462 pe la Nicopole - Turnu, dar nu au reușit cu ușurință deoarece pe malul stâng al Dunării oastea valahă aștepta. După ce trec, otomanii atacă oastea lui Vlad Țepeș, dar sunt respinși. Românii contraatacă, dar sunt opriți de focul susținut de cele 120 de bombarde. Țepeș dispune retragerea și adoptă tactica pământului pârjolit, lăsându-i pe otomani să rabde de foame și de sete și atacându-i prin surprindere.
În fața unei oștiri net superioare, domnitorul muntean retrage populația spre munți și păduri, iar pe otomani îi atrage în interiorul țării, printr-o hărțuire continuă. Obiectivul lui era găsirea unui loc favorabil atacului surpriză, ce se va desfășura lângă Târgoviște la 17 iunie 1462.

### Recucerirea din timpul domniei lui Mihai Viteazul (1594)

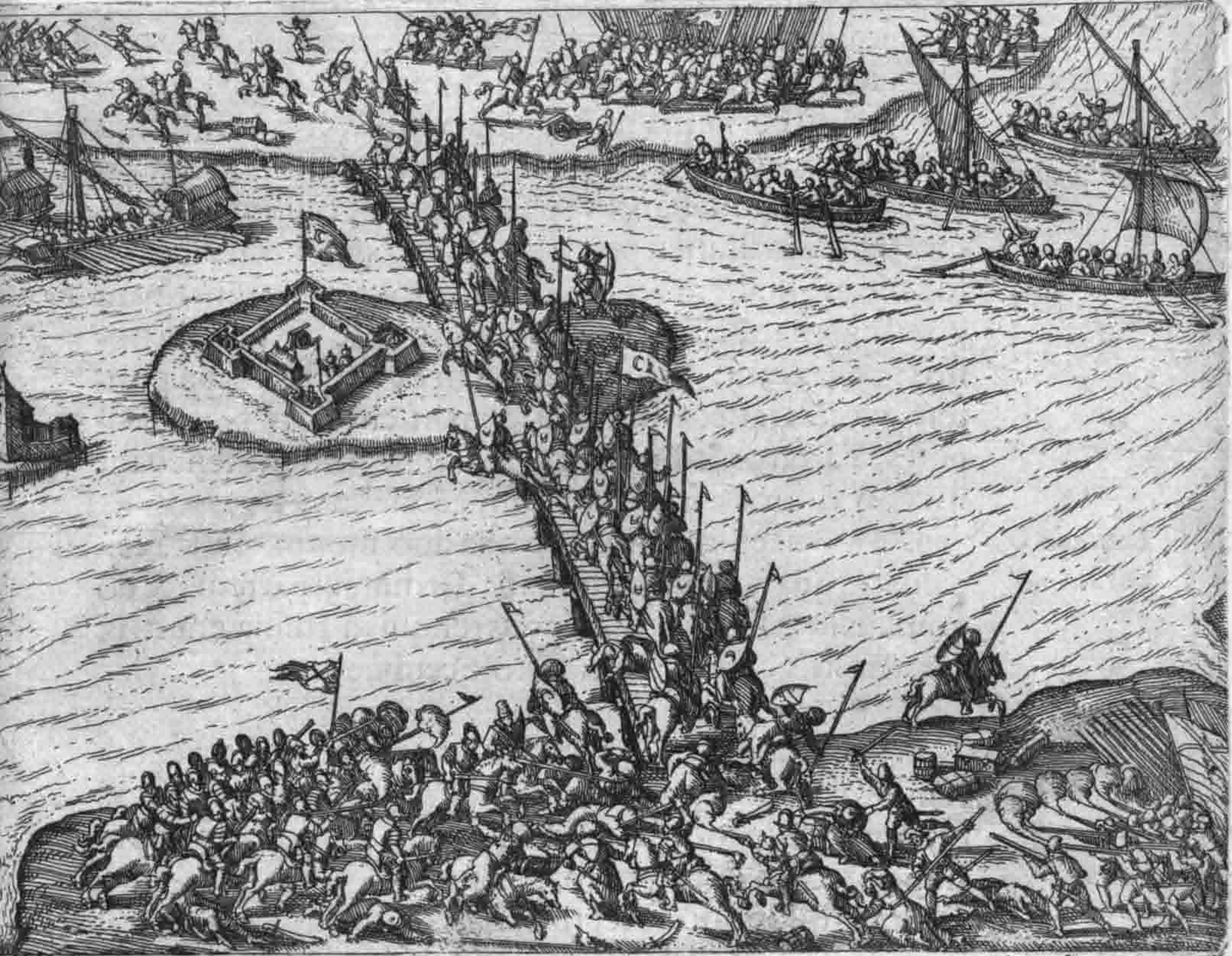
Bătălia de la Giurgiu, gravură din 1596

Creșterea puterii otomane face ca în 1591 să fie creată "Liga Sfântă" o alianță între țările creștine care luptau pentru oprirea expansiunii Imperiului Otoman spre vestul Europei. Aderarea Țării Românești, al cărei domnitor era Mihai Viteazul, la „Liga Sfântă” a condus la izbucnirea unei revolte antiotomane (13 noiembrie 1594) soldată cu uciderea creditorilor levantini și a întregii garnizoane otomane din București. Pe acest fundal cunoscut și ca Războiul cel Lung, voievodul Mihai Viteazul pornește o ofensivă generală împotriva Înaltei Porți, atacând cetățile turcești de pe ambele părți ale Dunării (Giurgiu, Hârșova, Silistra, Turnu ș.a.).
Campania de hărțuire a turcilor de la nord de Dunăre a determinat retragerea otomană în cetățile de pe linia Dunării, situație în care – profitând și de staționarea trupelor otomane în taberele amenajate pentru iarnă în zona Belgrad – românii au atacat cetățile Brăila, Giurgiu și Turnu reușind să elibereze așezările civile și să asedieze fortărețele. La 11 decembrie 1594 solii lui Mihai din Weissenburgen anunțau că:
„"...oastea noastră a cucerit castelul Brăila și Turnu (Turnus) fără pagubă[…]””
În ianuarie 1595 tot malul stâng al fluviului se afla sub controlul românesc. Turnu revine sub control turcesc după moartea lui Mihai Viteazul de pe Câmpia Turzii la 9 august 1601.

### Evocarea cetății de Evliya Çelebi (1659 - 1660)

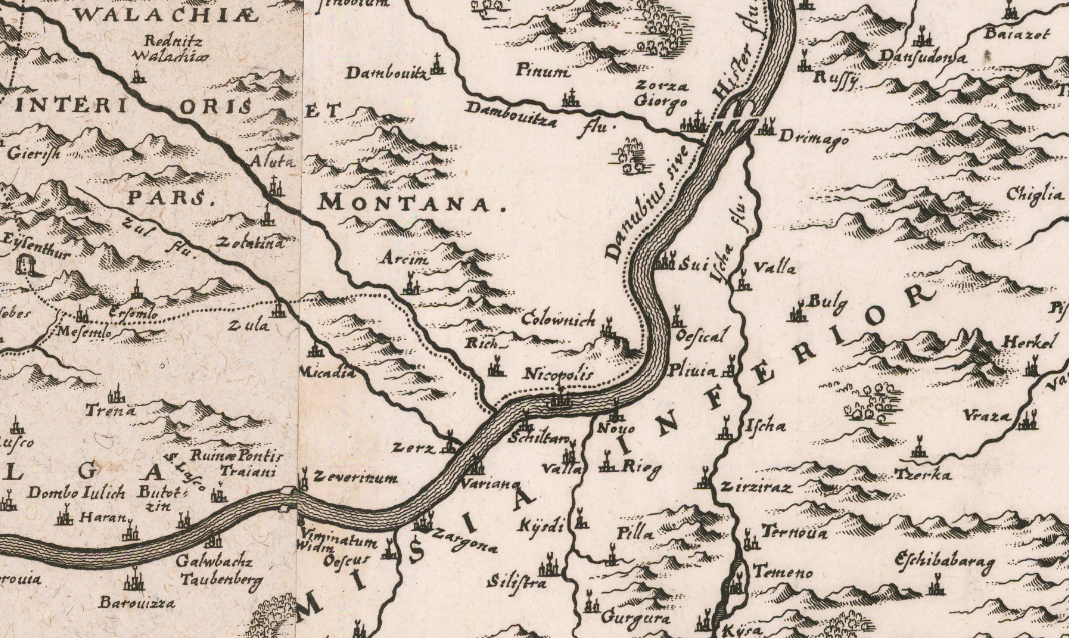
Fragment de hartă - Wilhelm Serlin (Frankfurt 1665) - în centru: cetățile Nicopole și Colownich (Turnu)

Evliya Çelebi a fost un cunoscut călător otoman al secolului XVII care a colindat regiunile Imperiului Otoman și a realizat descrieri ale acestora. În jurul anilor 1660 el efectuează o călatorie în zona Balcanilor și descrie cetățile de pe linia Dunării, printre care și fortăreața de la Turnu. Descrierea pe care ne-a lăsat-o este următoarea:
"[...] marele râu Olt ... se varsă în Dunăre în dreptul cetății Nicopole și-n apropierea cetății Turnu. Pe apa Oltului navigheză unele corăbii mici și caiace și bărci ușoare care duc și aduc diferite mărfuri din Țara Românească înspre vilaieturile otomane. După ce am trecut acest râu, am mers din nou spre răsărit jumătate de oră.
În anul șapte sute patruzeci și cinci (14 mai 1344 - 3 mai 1345)*, când Ildârâm Baiazid a cucerit  cetatea Nicopole, ghiaurii din Țara Românească s-au revoltat din nou și, după ce a cucerit din nou Valahia (Baiazid-n.n.) a pornit să construiască această cetate din Țara Românească, aflată în dreptul Nicopolelui. Dar, fiind un loc foarte mlăștinos și plin de băltoace, toate raialele, precum și toată oastea au cărat, cu sute de mii de saci și cu traiste, pământ și alte lucruri de au umplut până la gură acea mlaștină. Din pricina aceasta, populația de acolo a dat acestei cetăți denumirea de cetatea "Cuval", <adică sac>.

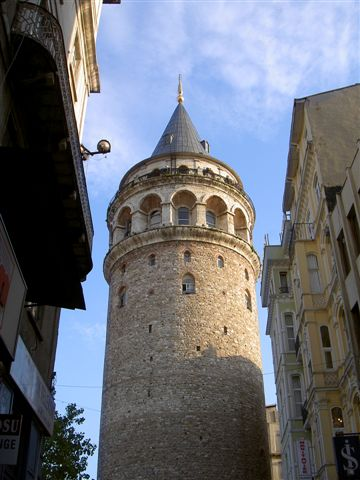
Turnul Galata (Istanbul) - Evliya Çelebi compară forma acestui turn cu forma Turnului de pe malul Dunării.

De jur împrejur are cinci sute de pași și, fiind o cetate mică, i s-a zis acestei cetăți și Turnu (Kule, <adică turn>). Mai târziu, în afara ei, sultanul Mehmed, fiul lui Baiazid, a întemeiat un orășel, ridicând de jur împrejurul lui un zid traininc de pământ. El a pus să se facă și două porți: una se deschide spre uscat, iar cealaltă spre malul Dunării, încât această cetate, Turnu, a rămas la mijloc ca o cetate interioară. Ca și turnul de la Galata, are un turn rotund, zidit cu măiestrie și e acoperit cu șindrilă, iar vârful său are formă de boltă. În ea nu se află altceva decât păzitorii, hambare și muniții. În partea de răsărit, în fața unei porți mici de fier, se află un pod atârnat.

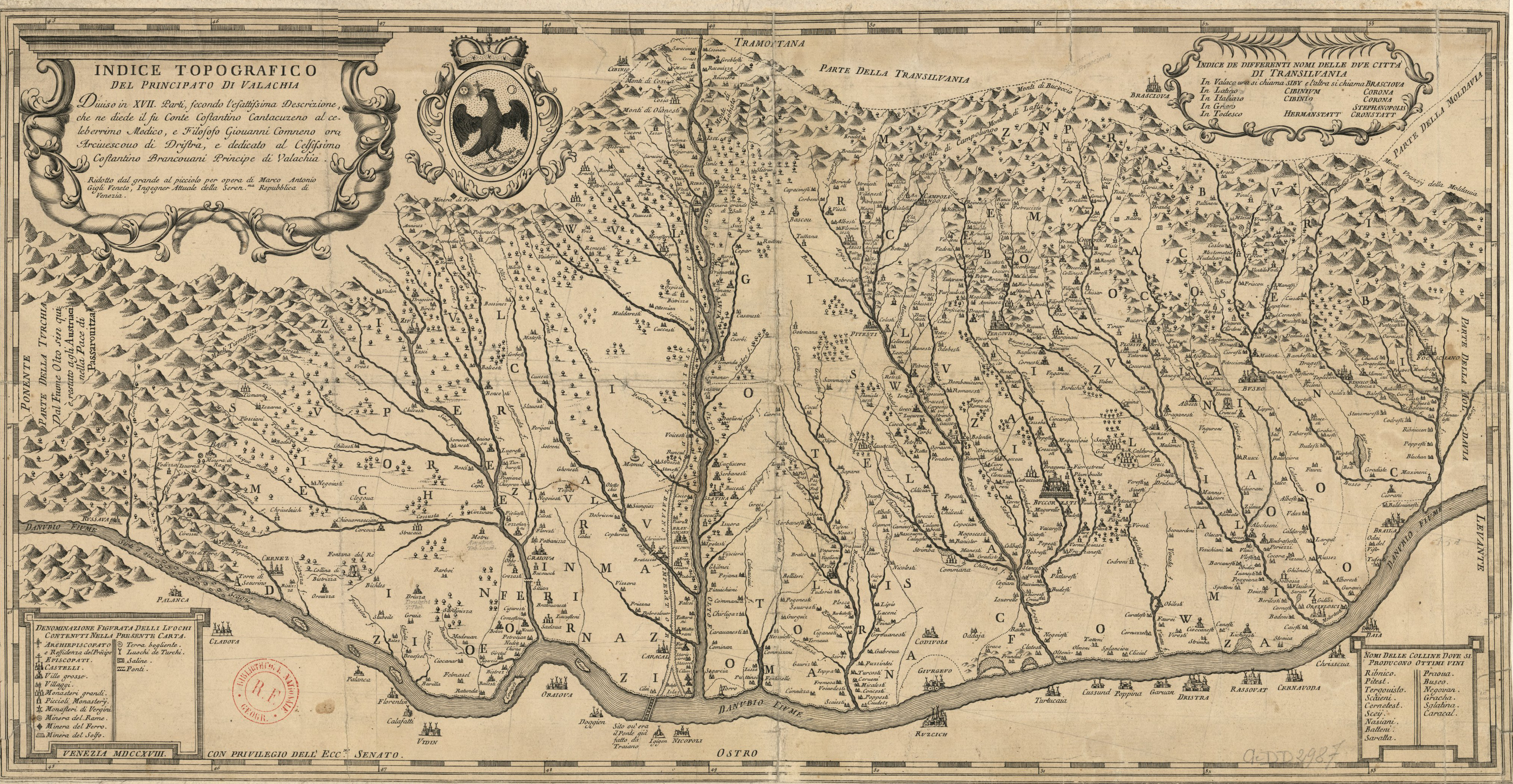
Harta stolnicului Constantin Cantacuzino - 1718

Orașul său din exterior are însă trei sute de case și raialele stau liniștite. Este hassul prințesei Ayșe-Sultan și aduce un venit de zece pungi de aspri. Deși se află pe pământul Țării Românești, face parte din sangeacul Nicopolului fiind un niyabet. Are totuși destul pământ bun pentru agricultură, ce aparține de vilaietul Țării Românești. Apoi, îmbarcându-ne din nou cu caii noștri pe o corabie, am trecut Dunărea în partea cealaltă.[...]
După ce ne-am luat rămas bun de la toți prietenii, ne-am îmbarcat iarăși pe o corabie și am trecut dincolo la cetatea Turnu. Am luat apoi însoțitori și de la comandantul acesteia.[...]"
Prin această țară (n.n. Țara Românească) am călătorit de mai multe ori și, de asemenea, ne-am războit în repetate rânduri, capturând prăzi. Dar pe drumurile acestea nu trecusem deloc. Mai târziu, plecând de la Turnu, spre răsărit, am ajuns în trei ore în satul Movila care face parte din comunele Turnului nostru.[...]"

* Anul nu poate corespunde adevarului istoric deoarece Baiazid I s-a născut în anul 1354, iar domnia sa a început la 16 Iunie 1389.
Deși sunt evidente unele greșeli (vezi nota de mai sus) din aceste însemnări de călătorie, ele sunt totuși o sursă importantă de informații despre cum arăta și care era viața curentă în raiaua de la Turnu.

### Haiducii lui Iancu Jianu (1809)

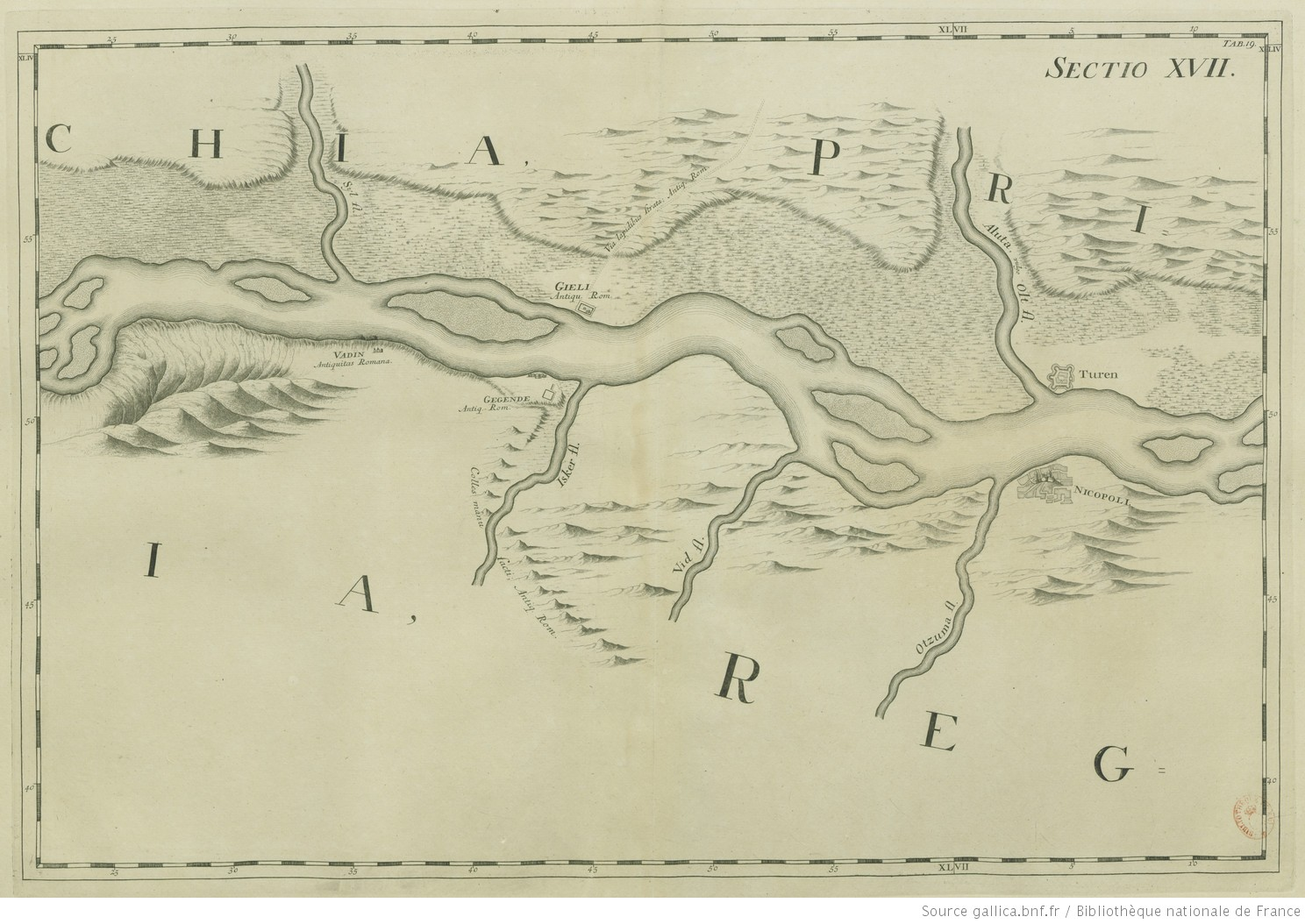
Hartă a cetăților dunărene realizată de Luigi Ferdinando Marsigli (1726)

În anul 1809, când țara era într-o criză politică ca urmare a conducerii provizorii rusești (vezi Războiul Ruso-Turc), haiducii lui Iancu Jianu întreprind raiduri asupra cetăților turcești de la sud de Dunăre și incendiază Vidinul și Plevna. Raidurile duc la uciderea populației turce, ca o replică la acțiunile pașei de Vidin Osman Pazvantoğlu (supranumit Pazvante chiorul), cel care atacase Craiova și incendiase satele din Oltenia. Oltenii lui Jianu distrug raiaua turcească de la Turnu, care devenise baza de incursiuni în Valahia a lui Osman Pazvantoğlu. După acest episod cetatea nu a mai fost refăcută.

### Asediul rusesc și revenirea la Țara Româneasă (1829)
Convenția de la Akkerman, semnată pe 7 octombrie 1826 de Imperiul Rus și Imperiul Otoman în Cetatea Albă, a stabilit că armata otomană se va retrage din ambele Principate Dunărene, unde staționa încă din 1821. Otomanii au fost de asemenea de acord să cedeze muntenilor controlul asupra porturilor dunărene Giurgiu, Brăila și Turnu. Totuși, cedarea efectivă a cetății de la Turnu se va face abia după semnarea păcii de la Adrianopole.

În timpul războiului ruso-turc din 1828-1829, cetatea Turnu este amintită ca fiind luată cu asalt de generalul rus Malinofski în ziua de 25 ianuarie 1829, potrivit lui Helmuth von Moltke: 

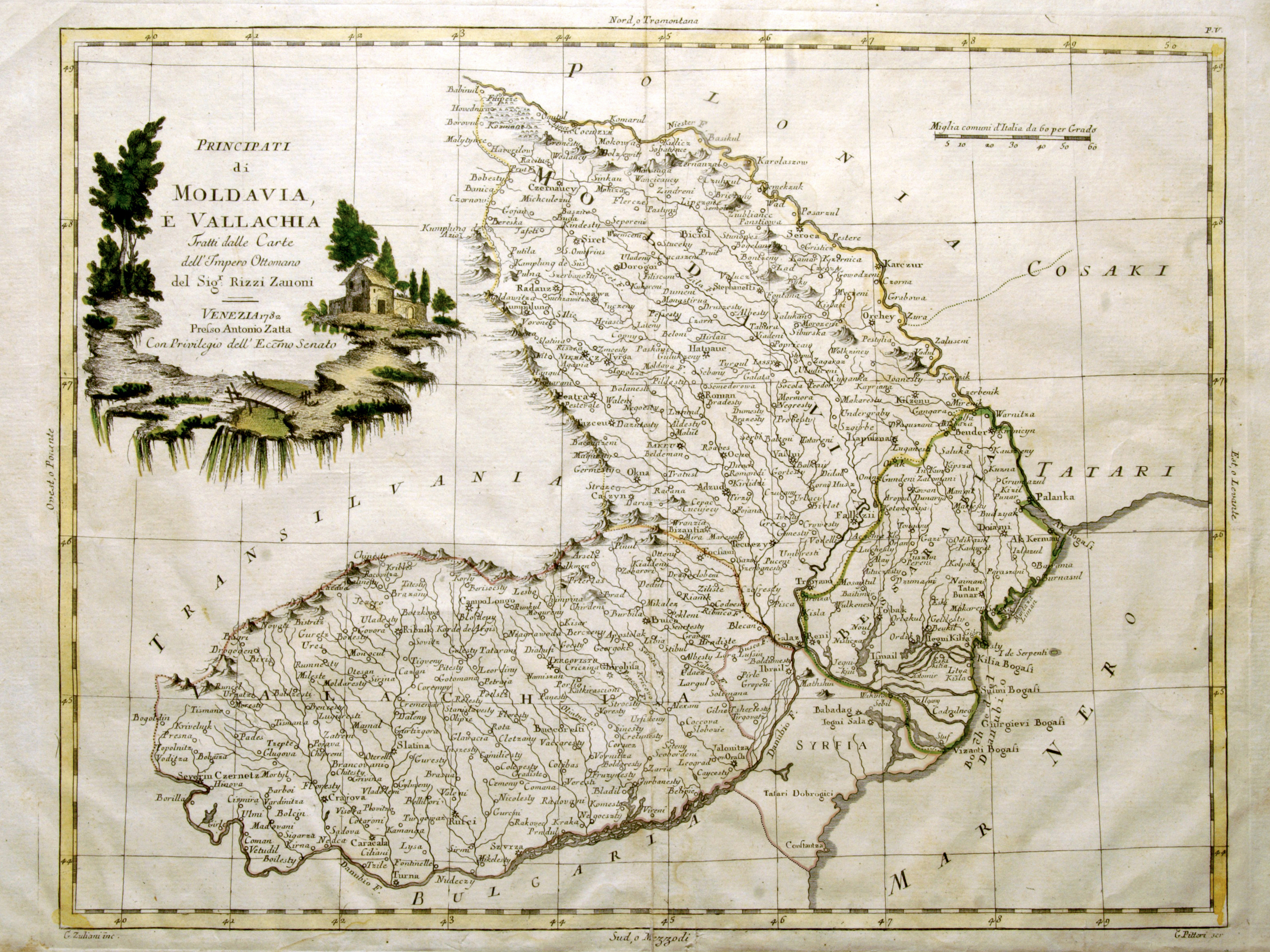
Țara Românească (și Moldova) în 1786 (hartă italiană de G. Pittori, după geograful Giovanni Antonio Rizzi Zannoni)

"În timpul iernii capul de pod de la Nicopolis a fost, de asemenea, luat. Tschapan-oglu (Fiul tigrului), vlăstar al uneia dintre cele mai nobile familii asiatice, a plecat acolo cu 12 000 de călăreți. I-a trimis contelui Langeron o cutie de tutun cu o scrisoare în care și-a anunțat intenția de a-i scoate pe ruși din Principate. Contele Langeron a răspuns prin urcarea lui Kale. Acest loc a fost în ultima vreme fortificat cu turnuri și un șanț; dar apa din șanț a fost înghețată, iar orașul a fost luat în mai puțin de o oră pe 25 ianuarie. Au fost luate 32 de tunuri și 5 standarde, 250 de turci uciși și 350 de prizonieri. Comandantul locului, Ibrahim Pasha, și 60 de ofițeri au fost, de asemenea, făcuți prizonieri. Generalul Malinofski a ordonat imediat un atac asupra orașului vecin Turnu. Suburbia a fost luată, iar locuitorii înarmați au fost uciși, dar cetatea a rezistat. Rușii au pierdut în acea zi 6 ofițeri și 330 de bărbați. Pe data de 11 februarie, cetatea a capitulat. Garnizoanei de 1500 de oameni i-a fost permisă ieșirea liberă cu bagajele lor, dar a lăsat 51 de tunuri și 3 standarde în mâinile rușilor ".
În urma războiului, prin tratatul de pace de la Adrianopole din anul 1829, se stabilea că hotarul dintre Imperiul Otoman și Țara Românească să se fixeze pe Dunăre, astfel că raiaua Turnu, împreună cu raialele Brăila și Giurgiu sunt restituite definitiv Țării Românești. În urma revenirii la Muntenia, cetatea Turnu a fost dărâmată, arsă, iar teritoriul fostei raiale a fost incorporat Tării Românești. După demolarea din anul 1829, ruinele cetății au fost folosite ca material de construcție pentru localnici și autoritățile locale. După 1829 așezările raialei Turnu sunt înglobate în plașa Marginea din județul Olt.

## Geografie

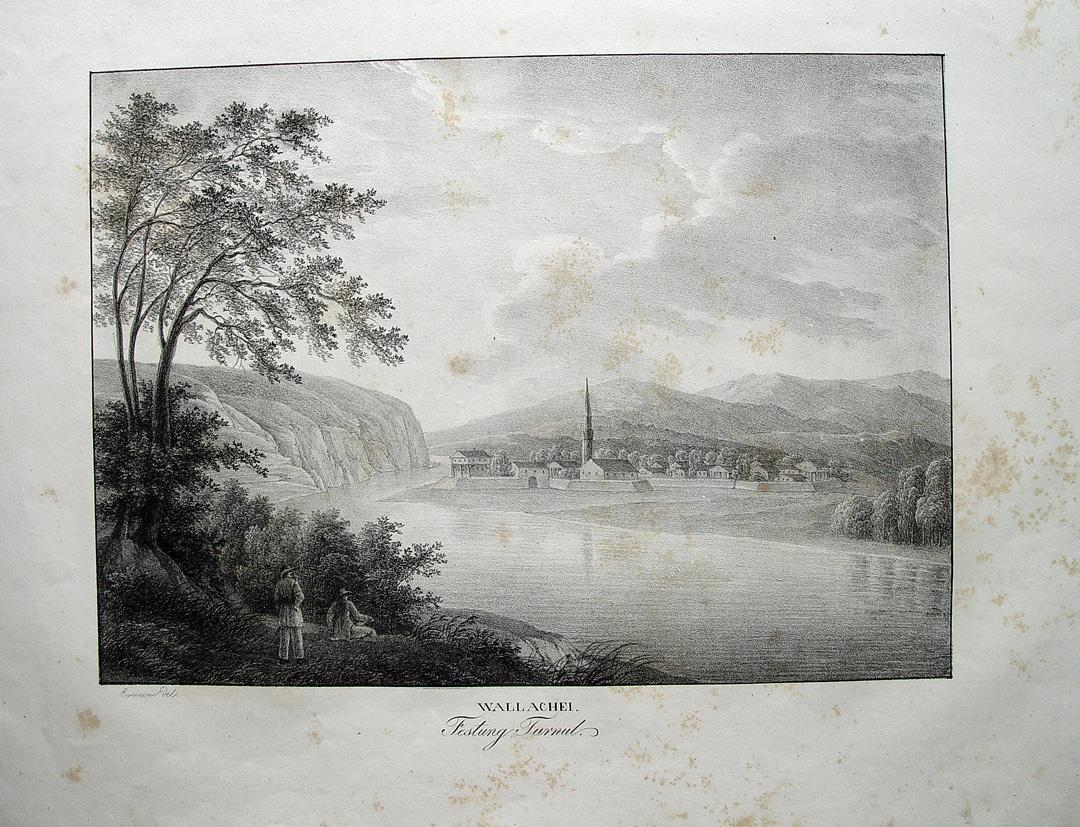
Litografie de Adolph Kunike - cetatea Turnu (circa 1826)

Cetatea Turnu este situată la circa 1 km nord de Dunăre, 1 km nord-est față de vărsarea râului Sâi în Dunăre și 3 km sud de municipiul Turnu Măgurele. Runele cetății sunt poziționate în lunca inundabilă a Dunării și sunt înconjurate de terenuri agricole. Altitudinea medie este de 22 m dNMM, iar adâncimea pânzei freatice este foarte mică, de 3-4 metri, lucru ce a îngreunat foarte mult cercetările arheologice întreprinse aici de Gh. I. Canacuzino și Ionel Cândrea. După scrierile călătorului turc Evliya Çelebi zona a fost asanată în timpul lui Baiazid I pentru a se putea consolida cetatea. Distanța în linie dreaptă de aici și până la ruinele cetății de la Nicopole de pe malul drept al fluviului este de circa 3 km. Cetatea de la Turnu a fost ridicată chiar în fața cetății de la Nicopole și străjuia unul dintre vadurile Dunării fiind un important port al fluviului. Era un punct vamal important întrucât pe aici erau exportate și importate diferite mărfuri precum sare, produse agricole și meșteșugărești - țesături, cuțite, fier brut, ceramică, postav gros, burnuze, legume, fructe, miere, cizme de piele, ceapă, bare de fier, carne de oaie, carne de vacă, fân, lemne și papură. Turnu se afla la capătul de sud al unui drum comercial care venea dinspre cetățile transilvane (dinspre Sibiu) trecând prin trecătorile Carpaților apoi prin Pitești, coborând pe valea Oltului pentru ca mai apoi să se continue pe calea Dunării, spre Nicopole. Un alt drum principal al Țării Românești era acela care lega Brașovul prin pasul Bran și apoi pe valea Ialomiței spre Dârstor prin Lichirești, și mai apoi prin Giurgiu, este acela care "străbătea temutul codru al Vlăsiei, trecea prin București  spre Turnu și Nicopoia din față, străbătând vestiții codri ai Teleormanului."

## Cercetări arheologice

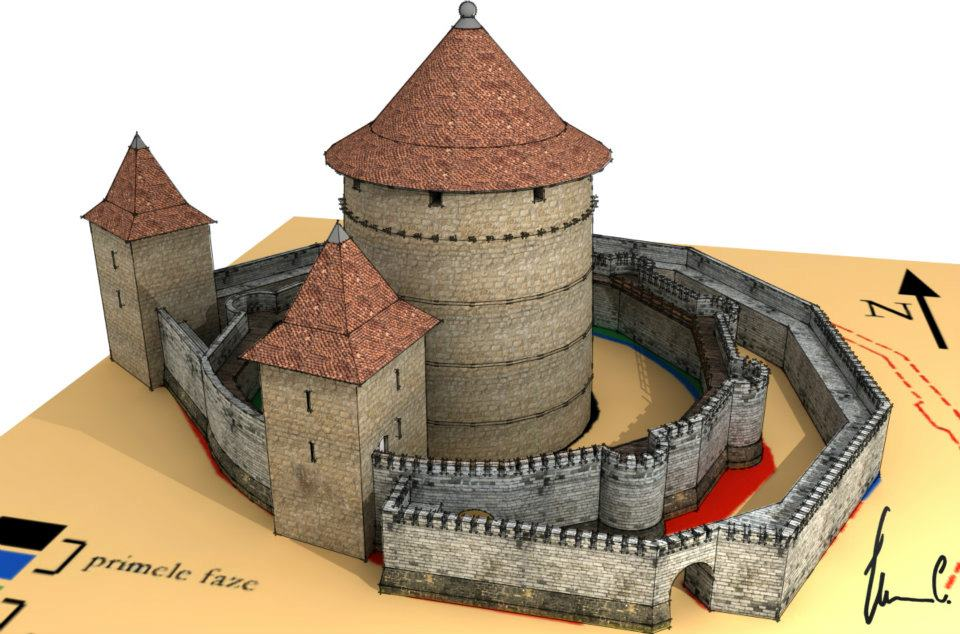
Reconstituire cetatea Turnu

Cercetările arheologice au evidențiat că cetatea era alcătuită dintr-un turn central, un zid de incintă ce înconjura turnul la circa 6 m distantă de acesta și un șanț de apărare mărginit, la interior, de un zid și, la exterior, de o contraescarpă. Turnul central avea un diametru de 17,40 m și o grosime a zidurilor de 3 m. În el se păstrau muniții și grânele și era acoperit cu olane. Zidul avea un traseu poligonal neregulat, iar grosimea lui varia între 4 și 5 metri. Pe acesta erau poziționate bastioane masive, mici, cu fronton rotund și care, mai apoi, au fost acoperite de o rezidire. Zidul ce mărginea la interior șanțul de apărare avea o grosime de 1,50 - 2 m și cuprindea o zonă de acces din care cobora un pod mobil. La exterior se găsea o contraescarpă.
Într-un document găsit și datat 1397-1398 ea este numită Holavnic. Aceeași denumire apare și în 1531 într-o hartă a lui Johann Homann sub forma "Cholonic", având notatia: Nicopolis Minor. Un document al lui Alexandru Aldea de la 1432 menționează cetatea Pirgos („Turnu” în limba greacă are forma Pyrgos), identificându-se cu cetatea de la Turnu denumită și „Nicopolul Mic”. Gh. I. Cantacuzino, sugerează că acesta desemnează cetatea Pirgos de pe malul drept al Dunării. În documentele străine de până în secolul al XVI-lea cetatea apare denumită exclusiv "Nicopolul Mic", ca pandant al cetății de pe celălalt mal al Dunării. 
Cetatea Turnu este consemnată de August Treboniu Laurian în Magazin istoric pentru Dacia din anul 1846 afirmând că cetatea s-a ridicat pe ruinele unui turn roman.

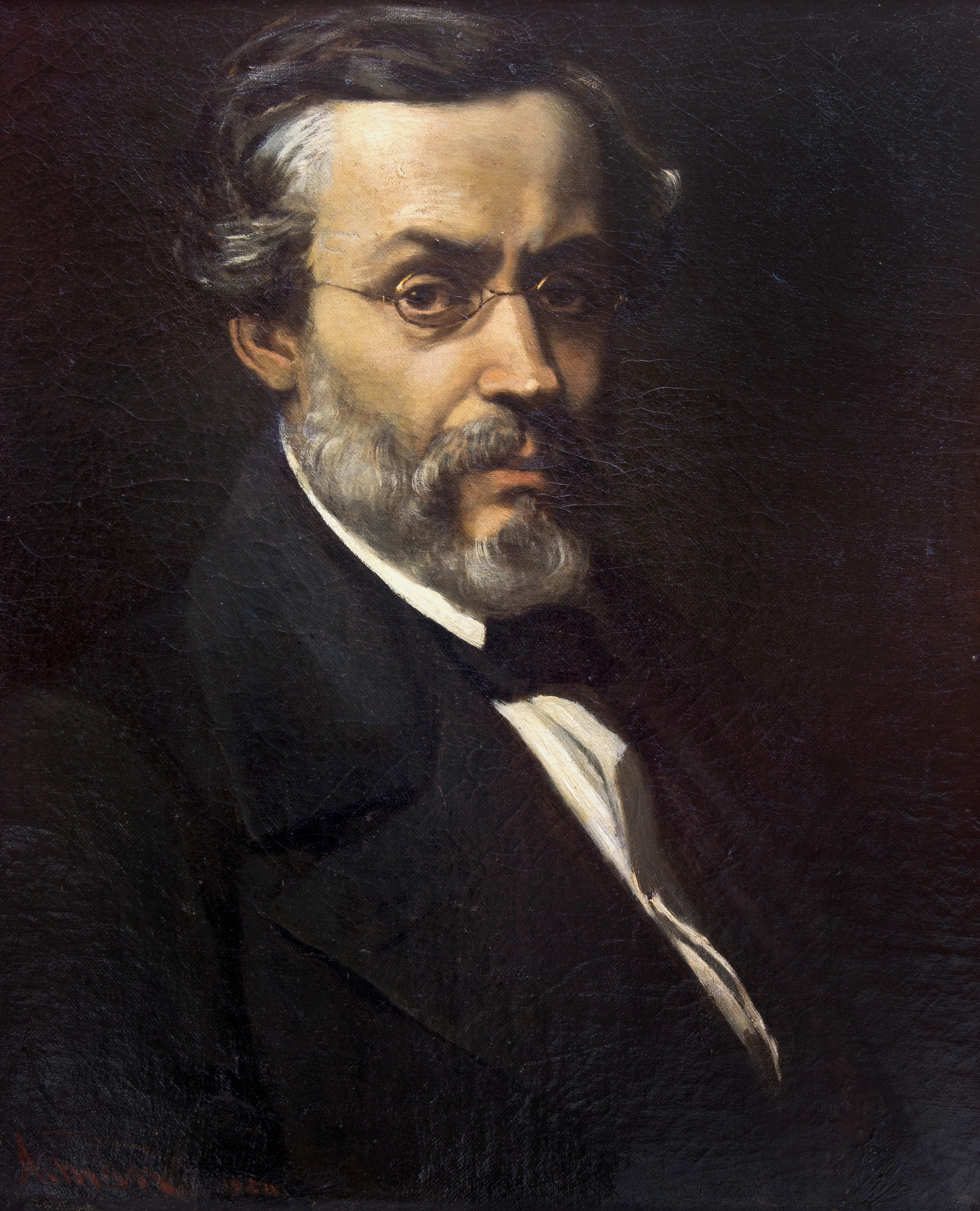
Cezar Bolliac - pictură de Theodor Aman

În manuscrisul Excursiune arheologică (1869) a lui Cezar Bolliac (o copie de la sfârșitul anilor 1930 după textul apărut în Monitorul Oficial din nr. 222-224) este descrisă o campanie de săpături arheologice la 4 decenii după ce cetatea a fost abandonată. Observațiile și acțiunile lui Bolliac de la cetatea de la Turnu au concluzionat că aceasta ar fi de fapt cetatea romană Romula. Din descrierea sa observăm două aspecte: faptul că Cezar Bolliac este unul dintre primii, dacă nu primul arheolog care a desfăcut vechiul turn și că, deși "n-am putut găsi nimic în jurul acestuia", l-a putut desface din toate părțile încât "să i se ia conturul".  De fapt, materialul folosit la construirea primei faze a cetății, în perioada lui Mircea cel Bătrân, a fost adus din fostul castru roman de la Oescus, situat la sud de Dunăre, după cum urma să descopere mai târziu Grigore Florescu.
Generalul Radu R. Rosetti a semnalat Comisiunea Monumentelor Istorice despre importanța istorică și arheologică a ruinelor, fapt ce a dus la oprirea distrugerilor. Grigore Florescu, ca delegat al Comisiunii Monumentelor Istorice (CMI), a realizat următoarele săpături arheologice începând cu anul 1936 până în 1939 și apoi în anul 1943, când a curățat zidurile de pământul și materialul de demolare depuse în timp. A păstrat o amplă corespondență cu autoritățile locale și cu Comisiunea Monumentelor Istorice, cea care comandase lucrarea.
Cetatea este menționată și de Grigore Tocilescu în 1902, cel care, bazându-se pe scrierile lui Procopius ("De bello Gothico"), consideră că aici era de fapt castrul roman de la Turris atribuit împăratului Traian și care avea drept scop apărarea limes-ului de pe râul Olt ("limes Alutus"). El vizitează aceste locuri și concluzionează că cetatea a fost reconstruită în timpul împăratului Iustinian I (vezi "De aedificiis" - Procopius), cu elemente preluate de la Oescus. Dovezile arheologice nu pot confirma niciuna dintre ipoteze.

### Cercetările întreprinse de Grigore Florescu (1936 - 1943)
Arheologul Grigore Florescu întreprinde săpături arheologice în trei etape succesive din 1936-1938 și apoi, în 1943. Sursele financiare au fost precare și au provenit în special de la autoritățile locale, iar în campania din 1943 și de la autoritățile centrale. La momentul începerii cercetărilor cetatea se prezenta sub forma unei movile de pământ în care erau amenajate câteva pivnițe ale localnicilor. Potrivit arheologului, o parte dintre pietrele ruinelor au fost folosite pentru a amenaja un parc din fața gării din localitate.
Florescu afirma că cetatea exista înainte de 1393, când Al Doilea Țarat Bulgar fusese cucerit de turcii-otomani.Acesta a crezut că poate distinge o etapă romană din perioada lui Constantin cel Mare, dar aprecierea s-a bazat pe câteva fragmente mici de ceramică atipică ce au fost datate ca aparținând epocii romane. Totuși, tehnica în care au fost realizate zidurile primei faze au dovedit că nu se poate vorbi de o construcție romană de secol IV. Concluziile au fost făcute pe baza cercetărilor lui Gh. I. Cantacuzino, Anișoara Sion și G. Gâscan.
În ceea ce privește fazele de construcție, acestea nu pot fi distinse integral și nici nu pot fi datate cu siguranță. În prima fază s-ar fi construit zidul de incintă la care s-au refolosit elemente romane (spre exemplu de la castrul Oescus) și bârne din lemn. Pânza freatică ridicată a făcut ca săpăturile să nu poată ajunge la fundație însă, s-a stabilit că este foarte probabil ca acest zid de apărare să se sprijine pe un teren consolidat cu piloți din lemn, apoi pe un strat de mortar. Interiorul este pavat cu cărămidă și este situat la 2 metri mai sus comparativ cu nivelul de călcare din exterior. În interior există un turn circular, despre care Grigore Florescu sugerează că ar fi avut rol de un depozit de muniție și hambar, dovadă fiind grilajul de bârne din lemn care susținea pavajul. Acesta ar data din perioada de ocupație otomană de după anul 1420. Turnul a fost acoperit cu olane, fragmentele cărora au fost găsite în cantități mari în interior. În 1659, când călătorului turc Evlia Çelebi trece pe aici, turnu era deja acoperit cu olane. După construcția turnului central a urmat nivelarea terenului din jur cu un strat de lut galben rezistent la apa din sol și apoi cu un al doilea strat de mortar. Turnul central era construit la aproximativ 6 m de zidul de incintă. Zidul avea un traseu circular la S, în timp ce la N, V și E au o formă poligonală cu 6 laturi. Acest prim zid de incintă era considerat de către Gr. Florescu ca aparținând perioadei romane. Blocul de marmură găsit în pragul intrării din partea de est a cetății, și provenind de la Oescus, ar fi fost adus aici de către turci. Accesul în interior se făcea prin partea de sud. Între turnul circular și incintă, tot în partea de sud, se afla puțul. Șanțul de apărare este situat la circa 5 m de incintă, Escarpa pare a fi depășit în înălțime nivelul de călcare și nu acoperea partea sudică, unindu-se la SV și SE cu zidul împrejmuitor. Șanțul ar fi avut o adâncime de 2.50 m și ar fi fost umplut cu apă. Primele două faze de construcție s-au succedat rapid și corespund sfârșitului secolului XIV și începutului celui următor.
Într-o a treia fază, zidul de incintă este demolat până la înălțimea de 1–1,5 m și reconstruit. Tot în această fază sunt realizate și bastioanele cu diametrul de 3 m dintre care astăzi mai pot fi identificate doar 7 (după Gr. Florescu ar fi existat 9 astfel de turnuri). Florescu opinează că faza curentă de construcție corespunde perioadei lui Mircea cel Bătrân, când poarta este mutată la est. Construirea acestor turnuri secundare poate fi pusă pe seama necesității sporirii stabilității zidului pentru ca acesta să aibă și o fundație sprijinită direct pe sol.
Într-o posibil ultimă fază, zidul de incintă a fost îngroșat la grosimi mai mari de 4 m, acoperindu-se astfel turnurile semicirculare și formând, la exterior, un traseu poligonal. Este de presupus ca întreaga parte superioară să fi fost refăcută iar în părțile de V-N-V, N-V, N și N-E s-au adăugat 4 găuri de tragere. În partea de sud a incintei a fost ridicat un turn dreptunghiular de 6 X 4,8 m, iar la exterior, în partea de S-V, un altul care făcea legătura dintre escarpă și restul zidului (curtină) și lângă care se găseau 8 trepte de scară - dovadă că turnul ar fi avut cel puțin un etaj sau o platformă de tragere. Tot din această perioadă datează și contraescarpa, care are în dreptul intrării din est o grosime mai mare cu aproximativ 1 m fată de restul zidului. Se poate presupune că poarta de acces să fi fost mutată aici. Escarpa păstrează un prag de marmură sprijinit pe 3 console. Accesul se făcea peste un șanț prin intermediul unui pod mobil. Ulterior intrarea a fost zidită și mutată cel mai probabil la sud.

### Cercetări efectuate de Gheorghe I. Cantacuzino (1978 - 1981)[8]

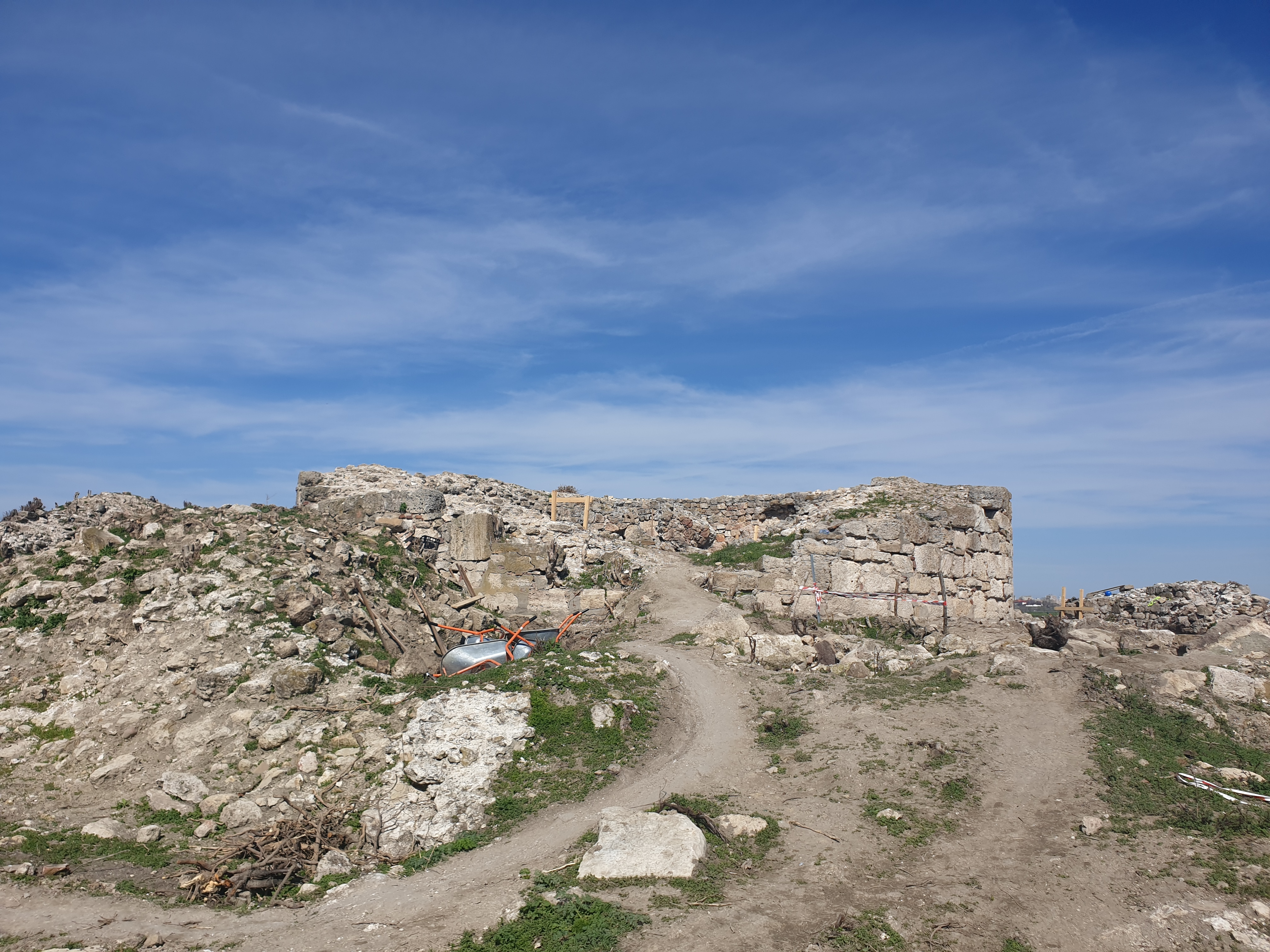
Restaurare - martie 2019

În anul 1978 Gh. I. Cantacuzino a întreprins la cetatea Turnu noi cercetări arheologice, cercetări continuate în 1979 și 1981. Săpăturile au fost îngreunate de apa din pânza freatică, care a făcut să nu poată fi atinsă talpa fundației diferitelor ziduri. Totuși, observațiile stratigrafice au permis stabilirea unei succesiuni cronologice a principalelor etape de construcție a cetății.
Turnul central, circular, cu ziduri groase de circa 3 m și cu diametrul de 17,40 m la exterior și 11,75 m în interior, avea paramentul realizat din blocuri de piatră fățuite sau cioplite, având între ele pietre de dimensiuni mici sau cărămizi. Emplectonul era construit din piatră cu mortar și era consolidat cu grinzi dispuse transversal. Potrivit cercetării, turnul central este primul ridicat dintre elementele componente ale cetății. Săpăturile au ajuns până la 4 m sub respectivul nivel din interiorul incintei, adâncime la care se află un strat gros cu mortar și piatră (în care s-au găsit bucăți de lemn). Este probabil ca acesta să fie stratul de la nivelul de construcție al turnului. Din cauza terenului instabil și inundabil este de presupus ca acesta să fi fost consolidat cu piloți de lemn. Deasupra se găsește un strat de nivelare din pământ galben nisipos de 1,50-1,60 m. Amploarea acestor nivelări sunt găsite în descrierea lui Evliya Çelebi. Peste acest strat de nivelare se află un strat de mortar ce atinge grosimea de 0,25 m lângă turn și se subțiază pe măsură ce ne depărtăm de acesta și care ar fi avut rol de izolare și consolidare.
Potrivit lui Cantacuzino concomitent sau imediat după ridicarea turnului a fost amenajat șanțul de apărare, lat de peste 6 m, și care era mărginit de un zid spre interior și de o contraescarpă spre exterior. Acestă opinie are la bază nivelul de la care au fost construite cele două ziduri care mărginesc șanțul și care denotă o succesiune imediată între momentul construcției turnului și amenajarea șanțului. Zidul dinspre interior avea grosimea de 1,70 - 1,90 m, iar paramentul interior era făcut din blocuri mici de piatră, sumar fățuite. Zidul de contraescarpă, construit într-o tehnică similară, avea 1,50 m lățime. La exteriorul zidului de contraescarpă a fost descoperit un șir de piloți de lemn bătuți unul lângă altul, ușor înclinați. Poziția lor sugerează că nu sunt un element inițial de fortificare sau resturi ale unei fortificații mai vechi, ci aveau rolul de a consolida terenul înaintea ridicării zidurilor. Tehnica de realizare a acestui element al fortificației este o dovadă de originalitate în domeniul construcțiilor defensive.
După ridicarea turnului și amenajarea șanțului a fost construit zidul de incintă, care avea un traseu apropiat de cel circular, fiind situat la o distanță de 6,5 m de turn. Pe alocuri avea porțiuni late de 1,20-1,50 m, cu paramentul din blocuri de piatră de dimensiuni mici și rosturi bine conturate. Fundația sa era mai lată cu 0,45-0,60 m. Nivelul de construcție al incintei corespunde stratului de mortar de deasupra stratului gros de nivelare din pământ galben. Așadar, în prima sa fază, zidul de incintă a fost construit imediat după ridicarea turnului și amenajarea nivelării din jurul lui. După construcția zidului a urmat o nouă nivelare cu pământ galben nisipos în care se găsesc fragmente ceramice din a doua jumătate a sec. al XIV-lea. Această nivelare are o grosime totală de 0,50 - 0,70 m, fiind formată din două straturi separate sporadic de o dungă subțire de mortar.
Peste cea de-a doua nivelare s-au găsit urme ale unui zid curbat pe conturul turnului și aflat la 1,2 m nord de acesta, cu o grosime de 80 cm și care se poate să fi avut rolul de zonă de acces în turn. Din el se păstrează fragmente până la o înălțime de circa 1 m. Resturile unul pavaj din bolovani mici de râu dovedesc că nivelul de călcare al incintei se afla peste un strat de mortar așezat peste stratul de nivelare din pământ nisipos.
Din stratigrafia sitului s-a dedus că elementele principale ale fortificației - turnul, șanțul cu zidurile care îl mărginesc și zidul de incintă - au fost construite într-o succesiune destul de strânsă, probabil ca etape ale aceluiași proces. Numeroasele resturi de cărbune aflate deasupra pietrișului care acoperă straturile de nivelare reprezintă probabil urmele unui incendiu. Fragmentele ceramice găsite în straturile de nivelare corespunzătoare amenajării șanțului și zidului de incintă sunt databile în a doua jumătate a sec. al XIV-lea. Așadar, datarea construcțiilor a fost estimată către sfârșitul sec. al XIV-lea. 
Stratul gros de piatră și moloz ce conține materiale arheologice de la sfârșitul sec. al XIV-lea - începutul sec. al XV-lea, poate fi legat de importante lucrări de refacere ale zidului de incintă. Acesta a fost demolat în cea mai mare parte, păstrându-se numai unele porțiuni, înalte de 1,20 - 1,50 m, în părțile de est și de nord. Probabil că piatra aflată în foarte mare cantitate în incintă, în stratul menționat este tocmai rezultatul acestei demolări.
Zidul de incintă a fost refăcut integral deoarece pe părțile de sud și vest el înglobează resturile zidului demolat, iar pe nord și est are un traseu ușor diferit fată de vechiul zid. Urmele refacerii incintei se suprapun cu stratul de piatră mai sus-menționat și nu a avut loc mai târziu de prima jumătate a sec. al XV-lea. Paramentul era din blocuri de piatră cioplită între care se află bucăți mai mici de piatră sau cărămidă spartă alături de golurile bârnelor care îl consolidau. Grosimea zidului depășea 2,50 m. Spre exterior se aflau mici turnuri masive, având un diametru de circa 3 m. Incinta era pavată cu bolovani de râu pe o lățime de circa 1,30 m. Zidul de incintă a fost îngroșat, într-o etapă ulterioară și a înglobat micile turnuri în așa fel încât grosimea a ajuns la 4,30-4,60 m. Noua zidărie are în parament blocuri de piatră cioplite alături de cărămizi.
Imediat după aceasta a fost refăcut și zidul care mărginea la interior șanțul de apărare. Data refacerii menționate trebuie să fie mai târzie decât sec. al XV-lea, ca urmare a fragmentelor ceramice găsite în straturile corespunzătoare. Cantacuzino sugerează că și zidul de contraescarpă a fost modificat în partea superioară în această etapă. Tot acum s-a construit și intrarea prin zidul interior șanțului, din est-nord-est, ce avea o deschidere lată de 2,10 m. Pragul pe care se sprijinea podul mobil a fost folosit un element arhitectural roman (Un bloc de marmură de la Oescus). Evliya Çelebi menționa acest fapt încă din 1660: "în partea de răsărit a cetății, în fata unei porți mici de fier, se află un pod atârnat".
Ultimele modificări aduse fortificației sunt de adăugare a unor turnuri masive. Unul din ele, de dimensiuni mai mici, a fost alipit zidului de incintă în partea de sud. Al doilea, mai mare, a fost alipit la exteriorul zidului de incintă, în partea de vest. Acesta din urmă avea un plan rectangular și paramentul din blocuri foarte mari de piatră fățuită, întărită cu bârne dispuse la intervale regulate. Se pot observa și câteva trepte ale unei scări care asigura accesul spre un al doilea nivel. Alte transformări au fost aduse incintei în partea ei de vest. Probabil că anumite lucrări s-au efectuat și la turnul central, după cum lasă să presupunem aspectul paramentului său. 
Un element nou pe care-l prezintă Cantacuzino este descoperirea urmelor unei canalizări ce datează dintr-o perioadă mai târzie (probabil secolele XVIII-XIX) găsite la sud de turn.Săpăturile au scos la iveală și un număr însemnat de proiectile, din piatră și fier, de dimensiuni variate (diametre de 4-18 cm). Dintre obiectele de fier, cele mai multe se aflau într-o stare de conservare precară.
Ceramica descoperită într-o cantitate destul de importantă, acoperă cronologic perioada sec. XIV-XIX, lipsind cu desăvârșire orice materiale mai vechi. Fragmentele de vase aparțin atât ceramicii nesmălțuite, cât și ceramicii smălțuite. În depunerile legate de ridicarea și de prima perioadă de utilizare a cetății au fost descoperite fragmente de căni cu forme similare celor de la Coconi, Zimnicea și alte așezări contemporane din Câmpia Română, câteva fragmente decorate cu incizii pe buză și pe partea superioară a corpului, fragmente de căni parțial smălțuite, de farfurii sau străchini cu smalț de culoare verde sau fragmente decorate. Toate sunt databile la sfârșitul sec. al XIV-lea și prima parte a veacului următor. Au fost găsite și fragmentele unor vase întregibile, din perioada mai târzie de folosire a cetății. De asemenea s-au găsit și numeroase fragmente de cărămizi, precum și fragmente de olane cu care era învelit turnul în perioadele mai târzii.
Concluziile cercetărilor dintre 1978-1981 s-ar putea rezuma astfel:
- Nu există nici un element care să poată dovedi existența unei fortificații din epoca romană.
- Primul strat, gros, de nivelare, este cu totul lipsit de materiale arheologice, iar cele mai vechi fragmente ceramice descoperite sunt în exclusivitate medievale, de la sfârșitul sec. al XIV-lea.
- Piesele arhitecturale romane sunt toate refolosite, aduse din alte locuri, în etape mai târzii de existență a cetății.
- Primele și cele mai de seamă elemente ale fortificației au fost construite în ultimele decenii ale sec. al XIV-lea. Izvoarele scrise atestă rolul cetății Turnu în cursul luptelor antiotomane purtate la Dunăre în timpul lui Mircea cel Bătrân. Datele arheologice îndreptățesc punerea în legătură a ridicării fortificației cu necesitatea apărării Țării Românești de primejdia expansiunii otomane la sfârșitul sec. al XIV-lea.
- Ultimele decenii ale sec. al XIV-lea pot fi considerate ca reprezentând momentul construcției turnului, șanțului de apărare si zidului de incintă în prima sa fază.
- Refacerea incintei, ca urmare a unor distrugeri cauzate probabil de acțiuni militare s-a produs fie ca urmare a luptelor din ultimul deceniu al sec. al XIV-lea (o inscripție descoperită în cursul vechilor săpături menționează o "înnoire" a cetății în timpul sultanului Baiazid Ildârâm, prin anii 1397-1398), fie mai curând după luarea cetății de către turci, la sfârșitul celui de al doilea deceniu al sec. al XV-lea. Cât despre celelalte transformări - întărirea zidului de incintă, adăugarea turnurilor din partea de sud - sunt ulterioare sec. al XV-lea, fiind efectuate în scopul întăririi capacității defensive a cetății în condițiile folosirii în asediu a armelor de foc.

### Cercetările dintre 2006 - 2009

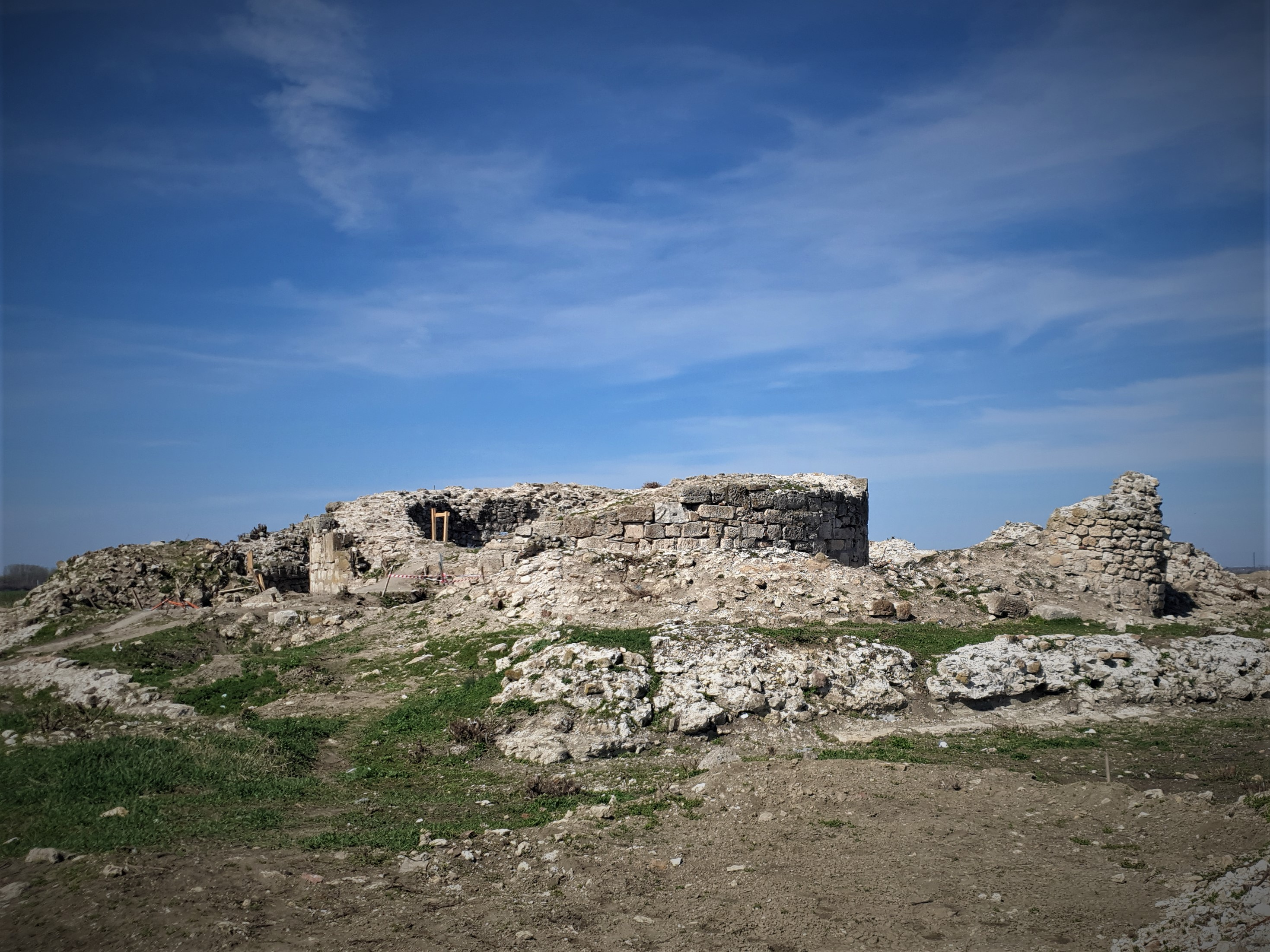
Ruinele Cetății Turnu

Între 2006 și 2009 au fost efectuate cercetări arheologice de Ionel Cândea și Ecaterina Țânțăreanu, la care au colaborat Muzeele județene din Brăila și Alexandria. Obiectivele cercetării au fost crearea legăturii între fortificația otomană cu turnul central și începerea unor cercetări asupra orașului turcesc, adiacent cetății. În această etapă s-a trasat o secțiune magistrală perpendiculară pe turn, pe o axă orientată N-V către S-E, care trebuia să facă legătura între cele două complexe fortificate, turnul circular de piatră și linia pentagonală de întărire exterioară din pământ.
Cercetarea a urmărit găsirea unei relații cronologice între fortificația atribuită lui Mircea cel Bătrân și cea exterioară mai târzie, construită în timpul ocupației otomane. A fost cercetată fântâna de piatră, amplasată aproximativ în centrul complexului. Materialul de umplutură nu a fost relevant pentru stabilirea momentului când a fost săpată și construită. La sud de fântână și alipită ei se află un zid masiv, umplut cu pietre de calcar de diferite dimensiuni, bolovani de râu și fragmente de cărămidă sau olane legate cu mortar. Pe o suprafață mică până în zidul primei incinte s-a identificat un pavaj format din bolovani de râu legați cu pământ. Primul zid de incintă are paramentul dinspre nord alcătuit din blocuri de piatră fățuită, rostuite, în timp ce în sud se observă doar emplectonul legat în mortar și format din bolovani și piatră de calcar de diferite dimensiuni. Între primul și cel de-al doilea zid de incintă se află o construcție adăugată, de formă paralelipipedică, cu latura de nord ușor rotunjită, care în colțul sud-estic prezintă câteva trepte din blocuri de piatră. Amenajarea reprezenta o cale de acces în cetate. Cel de-al doilea zid de incintă, mai puțin gros, de numai 2 m, este fațetat pe ambele părți cu piatră fasonată. Spre capătul sudic al secțiunii s-au găsit resturi dintr-un zid considerat a reprezenta contraescarpa șanțului de apărare. Amenajarea din piatră, care indica o cale de pătrundere în cetate, este ceea ce Gr. Florescu considera a doua cale de acces în fortificație. Cea inițială, de pe latura de est, care avea ca prag o arhitravă dintr-o construcție de origine romană, a fost abandonată probabil într-o perioadă în care necesitățile strategice impuneau folosirea laturii sudice pentru accesul în incintă. Din păcate nu s-a putut lămuri cărei faze de construcție sau refacere a cetății îi corespunde deschiderea acestei porți (oricum una mai târzie).
Materialul arheologic rezultat este reprezentat de o mare cantitate de resturi de vase uzuale, nesmălțuite, cât și smălțuite, olărie autohtonă și otomană, fragmente din vase fine, de import, fragmente din lulele, piese metalice de folosință gospodărească, din armament și din harnașamente, un vas din bronz aurit, în formă de clopot, numeroase resturi de animale și păsări - toate databile între sec. al XIV-lea și sec. al XIX-lea, pentru toată perioada de funcționare a acestei fortificații. A fost descoperit și un mic depozit de ghiulele, cele mai multe din fier (29) și puține din piatră (4).

## Controverse și noi ipoteze
Despre originile acestei cetăți există mai multe opinii divergente. Dacă unele dintre ele au fost demontate cu dovezi arheologice, altele rămân în picioare și sunt subiectul unor viitoare cercetări de teren care vor putea oferi o imagine mai clară asupra subiectului.
August Treboniu Laurian, bazându-se pe câteva scrieri antice, este cel care emite ipoteza că turnul este de epocă romană din perioada lui Traian, dar argumentele în favoarea acestei supoziții se dovedesc invalide. Cezar Bolliac, cel care vizitează și întreprinde probabil primele săpături la Turnu, sugerează că aici ar fi de fapt colonia romană "Romula", dezvoltată în secolele II-III pe locul unei mai vechi așezări dacice. Grigore Tocilescu, bazându-se pe scrierile lui Procopius din Caesarea, identifică la Turnu cetatea pe care Traian o întemeiază cu numele de "Turris" și pe care Iustinian I o dăruiește slavilor. În fine, Nicolae Iorga afirmă că aici s-a construit Turnul lui Constantin cel Mare - cu rol de apărare împotriva migrației nord-dunărene - ipoteză susținută și de Grigore Florescu, cel care a efectuat primele cercetări arheologice mai ample. Toate aceste opinii - ale unei construcții din perioada romană - au fost invalidate de concluziile săpăturilor de după 1970 efectuate de Gh. I. Cantacuzino și Ionel Cândrea.
În apropierea ruinelor cetății, la circa 120 de metri mai la nord se pot observa ruinlele unei contrucții de formă basilicală (cu dimensiunile de 38x18 metri), unde se mai pot vedea rămășițe de pietre paralelipipedice de dimensiuni mari ce se găsesc parțial și în șanțul fortificației pentagonale a cetății. Plasarea acestei forme atât de aproape de zidurile fortificației confirmă faptul că clădirea era deja în ruină atunci când șanțul a fost construit, altfel ar fi reprezentat o mare vulnerabilitate. O cercetare arheologică mai amănunțită a acestei structuri (posibil creștine) ar putea ajuta la rezolvarea problemei datării turnului circular.

În anul 2017, Mihai Micu publică un articol despre existența unei a doua fortificații turcești la circa 800 m est-sud-est de vechiul turn - probabil localitatea civilă despre care Evliya Çelebi amintește în scrierile sale și despre care generalul von Moltke scrie în însemnările despre luptele dintre ruși și turci de pe aceste meleaguri. Se pare că ar fi vorba despre o cetate medievală târzie, acoperită acum de pădure și situată în apropierea portului Turnu Măgurele, în imediata vecinătate a fluviului Dunărea. Mihai Micu afirmă că: 
"Descoperirea a fost făcută folosind instrumente de cercetare moderne cum ar fi un nou model digital al terenului (DTM) disponibil pentru lunca Dunării, precum și cercetarea surselor istorice. Utilizarea resurselor, în cea mai mare parte disponibile on-line, dar și a tehnicilor de cercetare digitale, au confirmat faptul că aceasta este cetatea turcă numită ‘Kale’, ‘Yeni-Kale’, ‘Kalea’, ‘Turnu Nou’ sau ‘Cetatea Nouă, probabil construită în secolul al XVIII-lea."
Potrivit autorului studiului această descoperire - a unei a doua cetăți - a fost bazată pe concluziile raportului efectuat de Cezar Bolliac (în 1869), pe informațiile oferite de Heluth von Moltke (în cartea sa despre Războiul ruso-turc din 1828-1829), pe o litografie din 1825 a lui Adolph Kunike care prezintă cetatea de la Turnu, dar mai ales pe o hartă întocmită de Nikolaĭ Alekseevich Epanchin (în care apar explicit două cetăți cu numele de Turnu și Kule) și pe imaginile aeriene oferite de aviația germană în al Doilea Război Mondial. El citează un episod petrecut în timpul construcției punctului de trecere cu bacul de la Turnu Măgurele când s-a descoperit un zid de piatră în imediata apropiere a malului, dar care nu a putut fi studiat din cauză că la momentul venirii arheologilor construcția deja acoperise acel loc. 
Mihai Micu susține că cetatea a fost fortificată de turci cu cinci turnuri și un șanț, având o formă de stea. Aceasta ar fi avut un rol defensiv, de a proteja portul și zona de trecere a Dunării dintre Turnu și Nicopole. În acest loc s-au dat lupte grele în timpul războiului ruso-turc din 1828-1829, cetatea fiind cucerită de ruși pe 25 ianuarie 1829. La scurt timp după Tratatul de pace de la Adrianopol, fortificația a fost demantelată și până la sfârșitul secolului al XIX-lea, când o nouă pădure a fost plantată pe fostul amplasament, aproape orice urmă a cetății a fost pierdută.
Informațiile cu privire la cetate sunt rare și destul de lacunare, ceea ce face ca adevărul istoric să fie greu de identificat. Cetatea rămâne un subiect controversat între arheologii români și cei bulgari deoarece primii atribuie construcția fortificației lui Mircea cel Bătrân, iar cei din urmă o atribuie țarilor de la sud de Dunăre.

## Restaurare
La momentul începerii restaurării Cetatea Turnu se afla în stare de ruină totală: înălțimea zidurilor care se degradau continuu ajungeau la 3,9 m, turnul semicircular de pe latura estică era înclinat spre prăbușire, șanțul de apărare era astupat în totalitate, umiditatea era crescută din cauza pânzei freatice aflate aproape de suprafață și a situării în lunca Dunării. La toate acestea au contribuit și ploile acide care macină piatra și mortarul precum și vegetația lemnoasă care disloca pietrele din zidărie.
În prezent ruinele cetății sunt vizibile din drumul de acces, de unde se poate distinge forma turnului central. Prin scoaterea unor pietre din paramentul zidului din sud a fost permisă crearea unei noi zone de acces, diferită de accesul original al cetății. Zidurile se află într-o stare proastă de conservare, fiind astăzi vizibile reîntregirile cu material găsit în sit, legate cu mortar de ciment, din campania de restaurare 1936-1939. Urme ale zidului exterior se mai păstrează și azi, sub vegetația abudentă.
Lucrările ce se vor executa asupra sitului arheologic Cetatea Turnu vor fi de conservare și restaurare a ruinelor cetății și fântânii. Se vor realiza lucrări de amenajare arhitectural-peisageră, se vor crea alei pietonale și spații verzi. Se va planta vegetație, va fi amplasat mobilier urban și se va realiza un iluminat arhitectural ambiental cu accente luminoase pe ruinele istorice. Începând cu data de 1 octombrie 2018 au fost demarate lucrările urmând ca ele să se finalizeze după jumătatea anului 2020.

#### Imagini din timpul restaurării

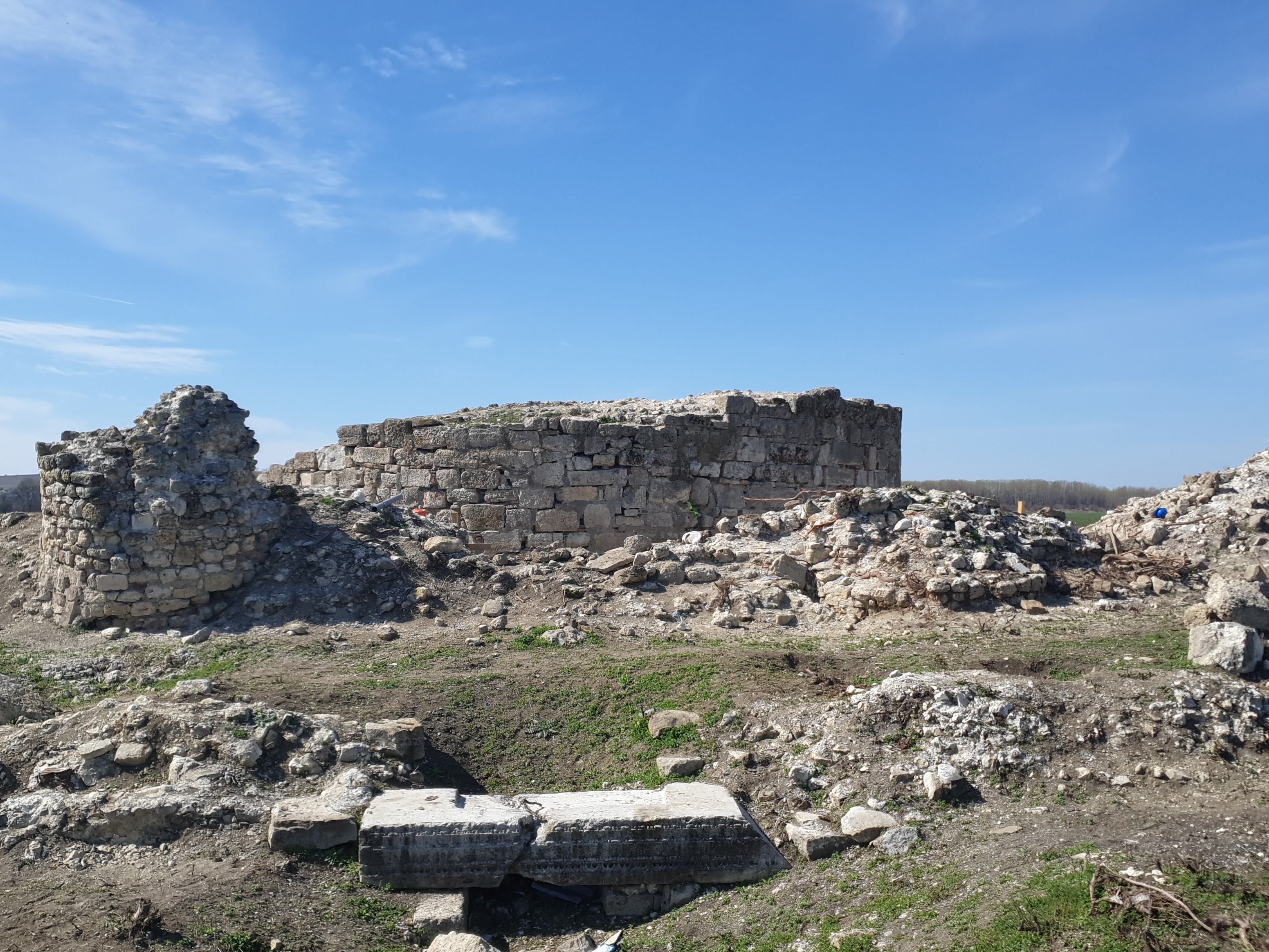
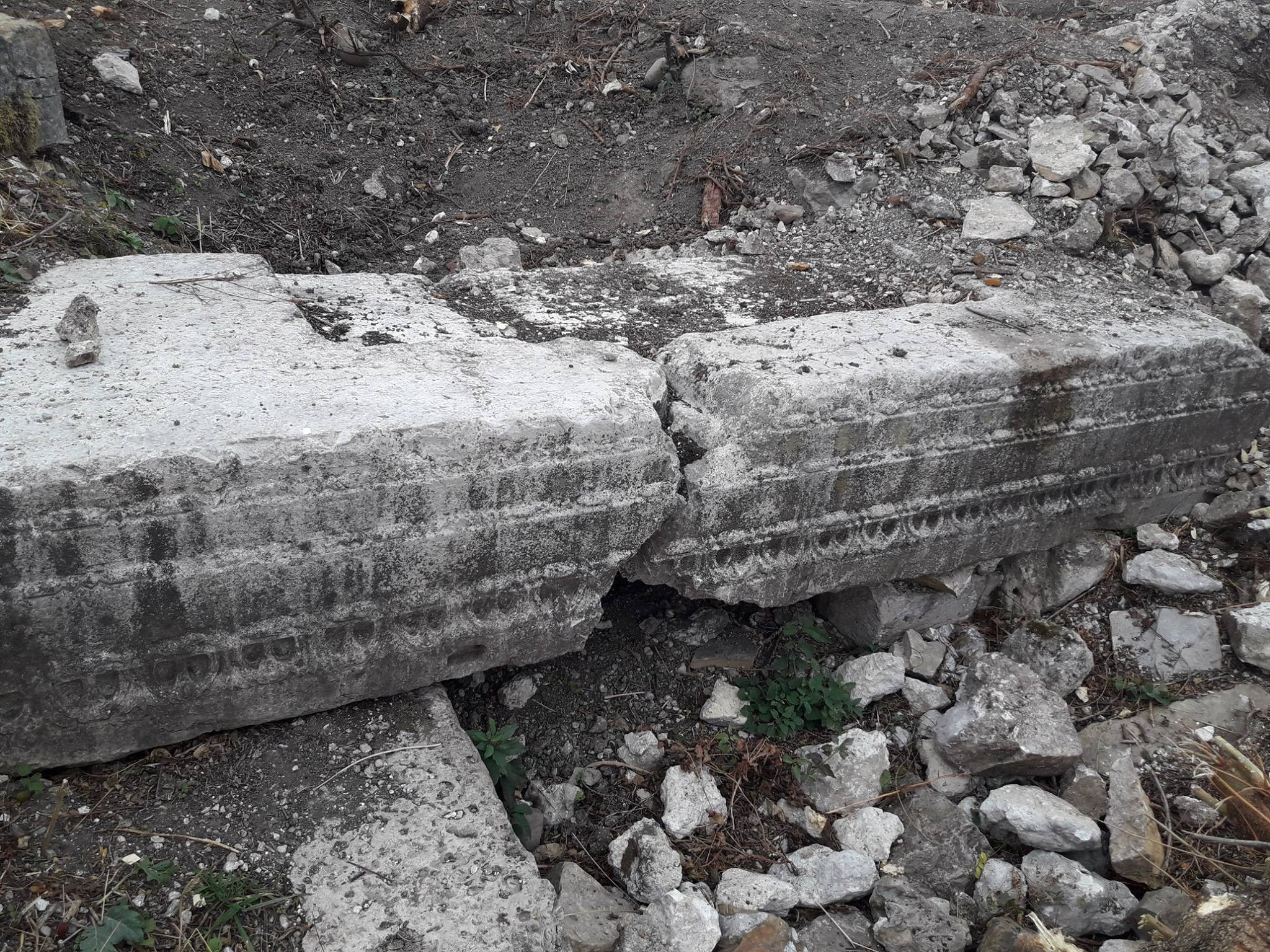
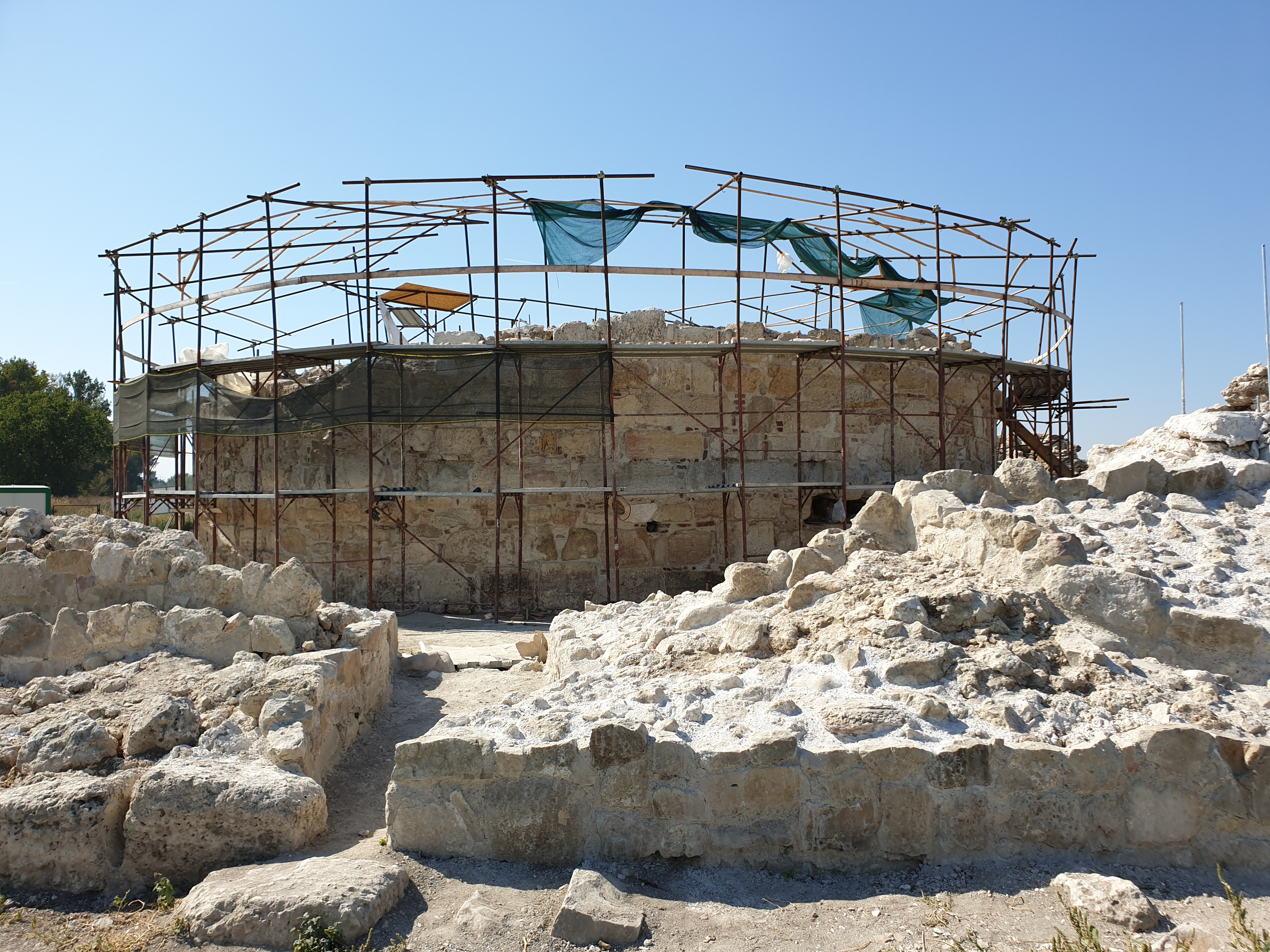
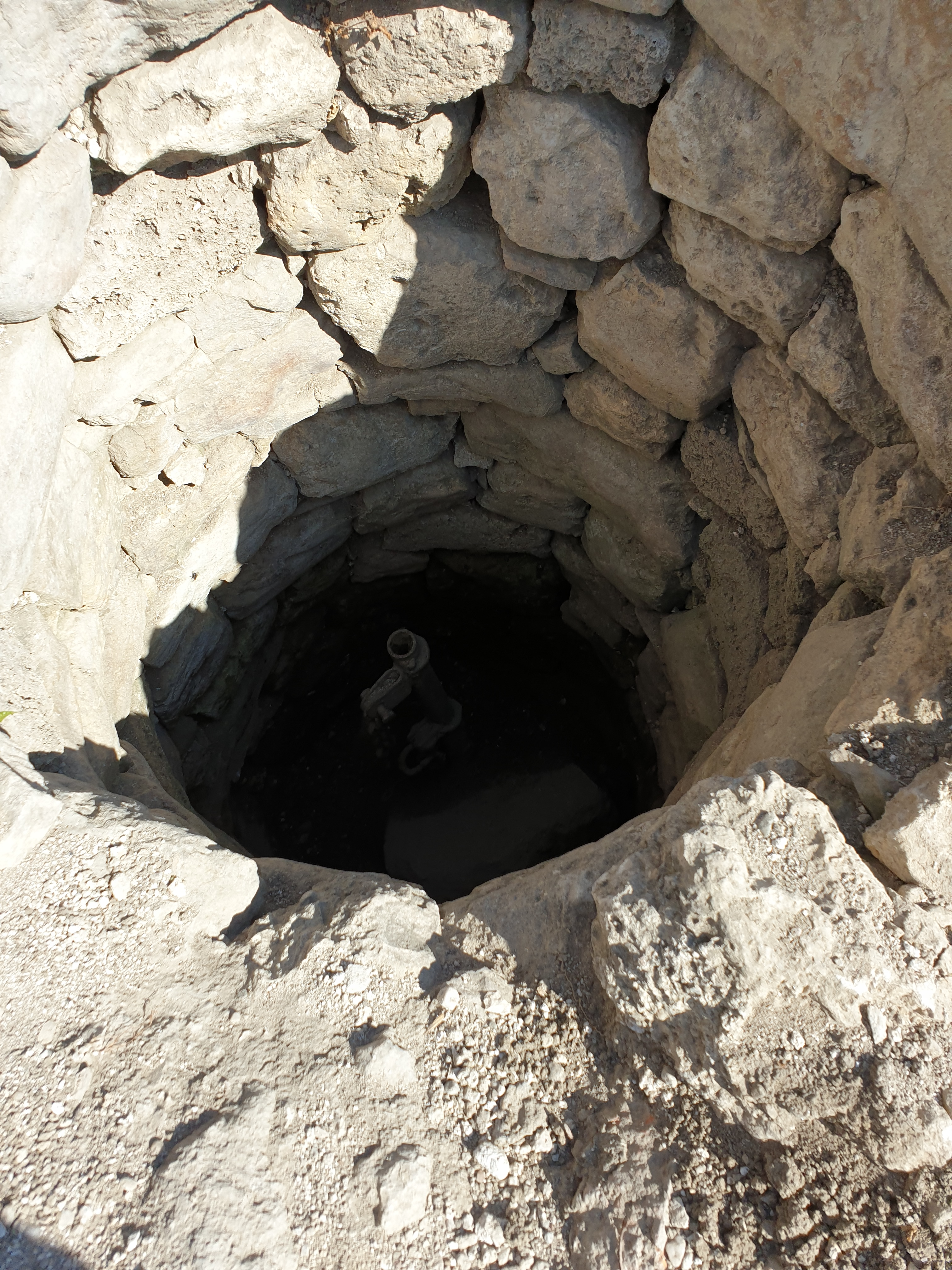

## Legende
Potrivit unei legende locale se spune că sub poarta cetății ar fi fost săpat un tunel care ar fi dus până pe malul drept al Dunării, în dreptul localității Nicopole. Povestea spune că, prin acest tunel, ar fi fugit din calea cotropitorilor boierii români, pe malul celălalt al fluviului, unde își puneau la adăpost avuțiile. Legenda este infirmată de istorici. Arheologii care s-au ocupat de cetatea Turnu, de-a lungul anilor nu au descoperit dovezi care să susțină legenda tunelului.